# Rimilitarizzazione della Renania
La rimilitarizzazione della Renania (in tedesco Rheinlandbesetzung) ebbe inizio il 7 marzo 1936 con l'ingresso delle forze militari della Germania nazista nella Renania demilitarizzata. Tale azione rappresentò una violazione del trattato di Versailles e dei trattati di Locarno, generando una crisi diplomatica che, tuttavia, non sfociò immediatamente in uno scontro bellico. Ciò fu dovuto, in parte, alla ferma opposizione degli establishment di Francia e Gran Bretagna a un intervento militare diretto.
In seguito alla prima guerra mondiale, la Renania era stata posta sotto occupazione alleata. Il trattato di Versailles proibiva all'esercito tedesco l'accesso ai territori situati a ovest del fiume Reno, nonché ad una fascia di 50 km a est di esso. I trattati di Locarno del 1925 ribadirono lo status di demilitarizzazione permanente della regione. Nel 1929, il Ministro degli Esteri tedesco Gustav Stresemann negoziò il ritiro delle forze di occupazione alleate, completato nel giugno 1930.
Il 7 marzo 1936, il Cancelliere del Reich e Führer Adolf Hitler ordinò alla Wehrmacht di occupare la Renania con circa 20 000 uomini. La Francia e l'Gran Bretagna, pur manifestando allarme per la palese violazione dei trattati, scelsero di non intraprendere azioni militari. Questa mancata reazione militare da parte delle potenze occidentali convinse Hitler della loro riluttanza a ostacolare le ambizioni della politica estera nazista. Il 14 marzo 1936, durante un discorso tenuto a Monaco, Hitler dichiarò:
(Adolf Hitler)

## Antefatti

### Versailles e Locarno

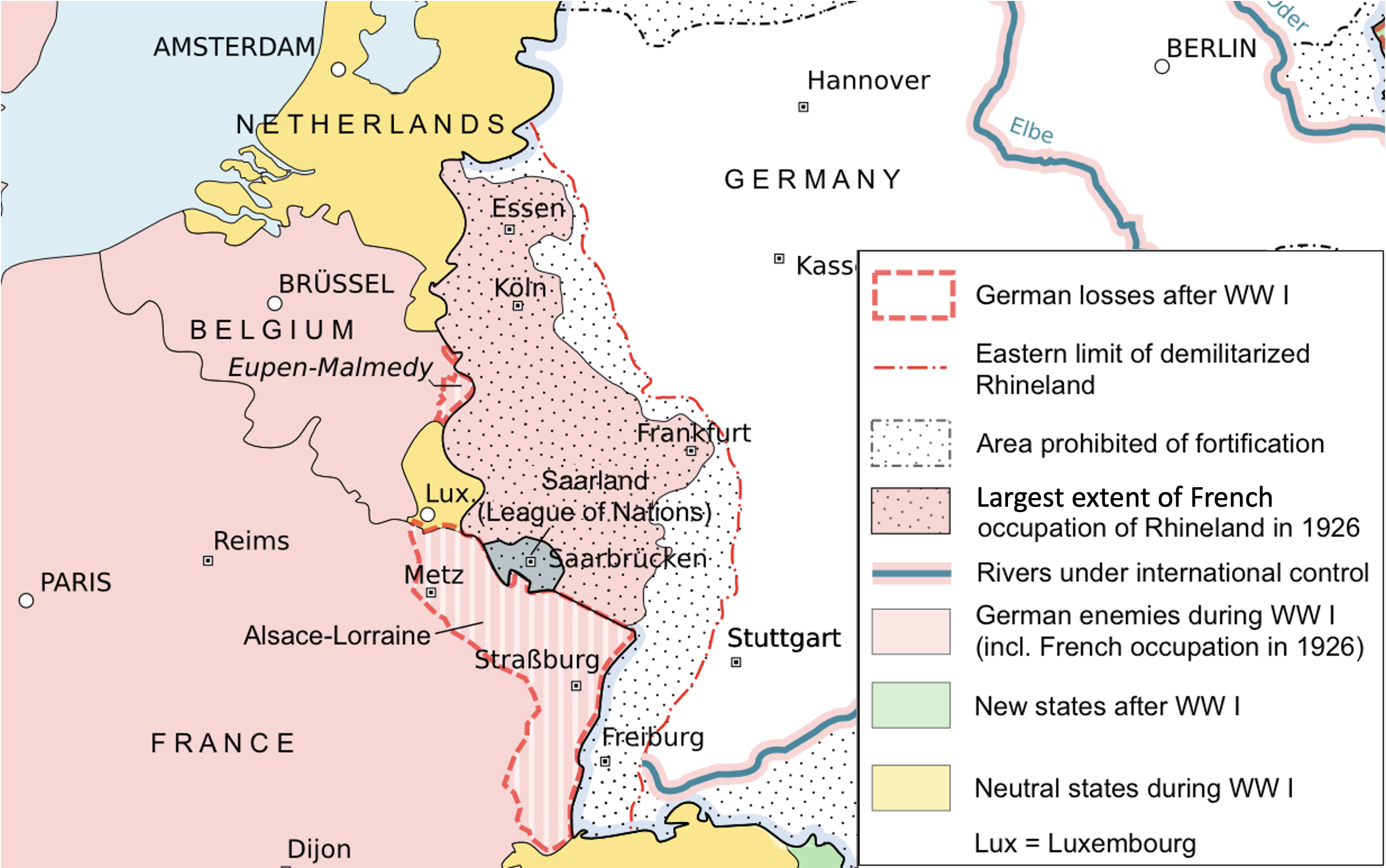
Confine tra Francia e Germania dopo la prima guerra mondiale (1919-1926).

Ai sensi degli articoli 42, 43 e 44 del trattato di Versailles del 1919, imposto alla Germania dagli Alleati dopo la prima guerra mondiale, alla Germania era "vietato mantenere o costruire qualsiasi fortificazione sulla riva sinistra del Reno o sulla riva destra a ovest di una linea tracciata cinquanta chilometri a est del Reno". Qualsiasi violazione "in qualsiasi modo" di tale articolo sarebbe stata "considerata come un atto ostile [...] e come calcolata per turbare la pace del mondo". I Trattati di Locarno, firmati nell'ottobre 1925 da Germania, Francia, Italia e Gran Bretagna, stabilivano che la Renania mantenesse il proprio status di smilitarizzazione permanente.
Questo patto venne considerato di rilievo, in quanto rappresentava un'accettazione volontaria tedesca dello stato smilitarizzato della Renania, in contrasto con il diktat di Versailles. I termini di Locarno prevedevano che la Gran Bretagna e l'Italia garantissero, seppur in modo vago, il confine franco-tedesco e il continuo status di smilitarizzazione della Renania contro una "flagrante violazione". In base ai trattati di Locarno, un attacco tedesco alla Francia avrebbe provocato l'intervento militare di Italia e Gran Bretagna al fianco francese; viceversa, un attacco francese alla Germania avrebbe innescato l'intervento anglo-italiano a sostegno della nazione tedesca.
Lo storico americano Gerhard Weinberg definì lo stato smilitarizzato della Renania come "l'unica più importante garanzia di pace in Europa", poiché precludeva alla Germania la possibilità di attaccare i suoi vicini occidentali. Parallelamente, la smilitarizzazione renana poneva la Germania in una condizione di maggiore vulnerabilità militare sul confine occidentale, ostacolando in tal modo offensive sul fronte orientale: qualora la Germania avesse tentato di invadere qualsiasi stato garantito dal sistema di alleanze francese nell'Europa orientale, il cordon sanitaire sarebbe stato esposto a una potenziale e devastante offensiva francese.
Finché i francesi continuarono ad occupare la Renania, essa funzionò come una forma di "garanzia" in base alla quale la Francia poteva rispondere a qualsiasi tentativo tedesco di riarmo palese annettendo la regione. Una volta che gli ultimi soldati francesi lasciarono la Renania nel giugno 1930, quest'ultima non poté più svolgere tale ruolo "collaterale", aprendo di fatto le porte al riarmo tedesco. La decisione francese di avviare la costruzione della linea Maginot nel 1929 rappresentò una tacita ammissione da parte francese che il riarmo tedesco fosse solo questione di tempo e che, presto o tardi, la Renania sarebbe stata rimilitarizzata. Inoltre, l'intelligence del Deuxième Bureau aveva evidenziato come, nel corso degli anni '20, la Germania avesse ripetutamente violato il trattato di Versailles con il supporto dell'Unione Sovietica. Con il ritiro delle truppe francesi dalla Renania, era pertanto prevedibile che la Germania sarebbe divenuta ancor più incline a violare il suddetto trattato. La Linea Maginot, a sua volta, dal punto di vista della sicurezza francese, diminuì l'importanza strategica della presenza della regione smilitarizzata della Renania.

### Le politiche estere delle potenze interessate
La politica estera dell'Italia fascista mirava al mantenimento di una posizione "equidistante" rispetto a tutte le maggiori potenze, esercitando un "peso determinante" che le consentisse di agire da vero e proprio ago della bilancia nello scacchiere internazionale. L'ottenimento del sostegno alle ambizioni italiane in Europa e/o Africa avrebbe rappresentato il costo di un eventuale appoggio e allineamento dell'Italia alle posizioni di una qualsiasi potenza.
L'obiettivo della politica estera dell'Unione Sovietica venne esposto da Iosif Stalin in un discorso del 19 gennaio 1925: qualora fosse scoppiata un'altra guerra mondiale, evento che Stalin riteneva inevitabile tra gli Stati capitalisti, "Entreremo nella mischia alla fine, gettando sulla bilancia il nostro peso critico, un peso che dovrebbe rivelarsi decisivo".
La pietra angolare della diplomazia francese tra le due guerre era costituita dalla creazione del cordon sanitaire nell'Europa orientale, idea coniata per la prima volta dal primo ministro francese Georges Clemenceau nel 1919, allo scopo di tenere sia i sovietici che i tedeschi fuori dall'Europa orientale. A tal fine, la Francia aveva siglato trattati di alleanza con la Polonia nel 1921, la Cecoslovacchia nel 1924, la Romania nel 1926 e la Jugoslavia nel 1927. Di fatto, gli stati del cordone sanitario sostituivano economicamente e politicamente la Russia imperiale come principali alleati orientali della Francia, emergendo quale area d'influenza politica, militare, economica e culturale francese. Se la Germania avesse attaccato uno qualsiasi di questi st
Ben prima del 1933, le élite militari e diplomatiche tedesche consideravano lo stato smilitarizzato della Renania come una condizione solo temporanea, prevedendo di ri-militarizzare la regione non appena si presentasse un'occasione diplomatica favorevole. Già nel dicembre 1918, durante una riunione dell'élite militare tedesca (il cui esercito operava come uno "stato nello stato"), venne decisa la ricostruzione della potenza militare tedesca in vista di una nuova guerra mondiale, con l'obiettivo, questa volta, di vincerla. Nel corso degli anni Venti e nei primi anni Trenta, i piani della Reichswehr, le forze armate tedesche, svilupparono una strategia volta a distruggere la Francia e la sua alleata Polonia, la quale presupponeva la ri-militarizzazione della Renania. Il governo tedesco adottò diverse misure per prepararsi a tale ri-militarizzazione, come il mantenimento in buono stato di manutenzione delle ex caserme, l'occultamento di materiale militare in depositi segreti e la costruzione di dogane e torri di guardia antincendio lungo la frontiera, facilmente convertibili in postazioni d'osservazione e di mitragliatrice.
Dal 1919 al 1932, le spese per la difesa britannica si basarono sulla Ten Year Rule (in italiano: regola dei 10 anni), una direttiva che presupponeva l'assenza di grandi conflitti per il decennio successivo. Tale politica comportò una drastica riduzione delle forze armate britanniche. In Gran Bretagna, l'idea di un "impegno continentale", ovvero l'invio di un grande esercito a combattere nell'Europa continentale contro la Germania, pur non essendo esplicitamente respinta, non venne neppure incoraggiata. Il ricordo delle ingenti perdite umane patite durante la prima guerra mondiale indusse molti a considerare l'impegno continentale del 1914 un grave errore. Nel periodo interbellico, gli inglesi mostrarono una forte riluttanza ad assumere impegni di sicurezza nell'Europa orientale, percependo la regione come eccessivamente instabile e potenzialmente in grado di trascinare la Gran Bretagna in conflitti indesiderati. Al massimo, la Gran Bretagna si dichiarava disposta ad assumere impegni di sicurezza limitati nell'Europa occidentale, cercando comunque di evitare il più possibile un coinvolgimento continentale. Nel 1925, il Ministro degli Esteri britannico, Sir Austen Chamberlain, affermò pubblicamente a Locarno che il corridoio polacco "non valeva le ossa di un solo granatiere britannico". Coerentemente con tale visione, Chamberlain dichiarò che la Gran Bretagna non avrebbe garantito il confine tedesco-polacco, ritenendo che il corridoio polacco avrebbe dovuto essere restituito alla Germania. La scarsa propensione degli inglesi a onorare gli impegni presi a Locarno si evidenziò nel divieto imposto ai capi militari britannici di intrattenere colloqui di stato maggiore con le forze armate tedesche, francesi e italiane in caso di una "flagrante violazione" di Locarno.
In generale, per la maggior parte degli anni '20 e '30, la politica estera britannica si fondò sulla politica di appeasement, in virtù della quale l'assetto internazionale stabilito a Versailles sarebbe stato ragionevolmente rivisto in favore della Germania, al fine di ottenere l'accettazione tedesca dell'ordine internazionale e garantire la pace. Uno dei principali obiettivi britannici a Locarno fu la creazione di una situazione che consentisse alla Germania di perseguire pacificamente il revisionismo territoriale nell'Europa orientale. La prospettiva britannica era che, con il miglioramento delle relazioni franco-tedesche, la Francia avrebbe gradualmente abbandonato il cordon sanitaire, denominazione del sistema di alleanze francese nell'Europa orientale durante il periodo interbellico. Una volta che la Francia avesse sacrificato i suoi alleati in Europa orientale come prezzo per migliori relazioni con la Germania, la Polonia e la Cecoslovacchia sarebbero state costrette ad allinearsi alle richieste tedesche e a preservare la pace attraverso la cessione di territori rivendicati dalla Germania, quali i Sudeti, il Corridoio di Danzica e la Città Libera di Danzica.
Gli inglesi tendevano a sovrastimare la potenza francese, e persino Sir Robert "Van" Vansittart, il sottosegretario permanente al Foreign Office, figura abitualmente filo-francese, scrisse nel 1931 che la Gran Bretagna si sarebbe trovata di fronte a un "insopportabile" dominio francese sull'Europa e che, per controbilanciare tale potere, fosse necessaria una rinascita della potenza tedesca.

## La situazione europea, 1933-36

### Le manovre diplomatiche
Nel marzo 1933, il Ministro della Difesa tedesco Werner von Blomberg diede avvio all'elaborazione di piani per la ri-militarizzazione. A partire dall'autunno del 1933, iniziò a fornire addestramento militare segreto e armi militari a diverse unità paramilitari della Landspolizei stanziate in Renania, in preparazione alla ri-militarizzazione. Nel promemoria del marzo 1935, il generale Ludwig Beck riconobbe la necessità per la Germania di proteggere il Lebensraum (spazio vitale) nell'Europa orientale, presupponendo che la ri-militarizzazione avrebbe avuto luogo una volta divenuta diplomaticamente praticabile. In linea generale, gli ambienti militari, l'élite diplomatica e la classe politica tedesca ritenevano che la ri-militarizzazione della regione non sarebbe stata realizzabile prima del 1937.
L'avvento del nuovo regime in Germania nel 1933 destò preoccupazione a Londra; tuttavia, persisteva una notevole incertezza circa le intenzioni a lungo termine di Hitler, fattore che influenzò in modo significativo la politica britannica nei confronti della Germania fino al 1939. Le autorità britanniche non potevano stabilire con certezza se Hitler aspirasse unicamente a ribaltare Versailles o se perseguisse l'obiettivo inaccettabile del dominio europeo. La politica britannica verso la Germania si articolò su un doppio binario: da un lato, la ricerca di una "soluzione globale" con il Reich, che prevedesse la soddisfazione delle "legittime" rivendicazioni tedesche relative al trattato di Versailles; dall'altro, il perseguimento del riarmo per negoziare con la Germania da una posizione di forza, nel tentativo di dissuadere Hitler dall'opzione bellica. Nel febbraio 1934, un rapporto riservato del Comitato Requisiti della Difesa identificò la Germania come il "principale potenziale nemico" nei confronti del quale indirizzare il riarmo britannico. Sebbene la possibilità di bombardamenti tedeschi sulle città britanniche accrescesse l'importanza di avere una potenza amica sull'altra sponda del Canale della Manica, molti decisori britannici guardavano con freddezza, se non con ostilità, all'idea di un impegno continentale. Quando il riarmo britannico ebbe inizio nel 1934, l'esercito ricevette la priorità di finanziamento più bassa, preceduto dall'aviazione e dalla marina, una scelta che rifletteva in parte l'intenzione di escludere l'opzione dell'impegno continentale. Gli inglesi si orientarono progressivamente verso l'idea di una responsabilità limitata: in caso di impegno continentale, la Gran Bretagna avrebbe dovuto inviare in Europa un corpo di spedizione di dimensioni ridotte, concentrando i propri sforzi principali sulla guerra aerea e navale. Il rifiuto britannico di assumere un impegno continentale paragonabile a quello della prima guerra mondiale generò tensioni con i francesi, convinti dell'impossibilità di sconfiggere la Germania senza una significativa forza terrestre e contrari all'idea di sostenere il peso maggiore dei combattimenti sul proprio territorio.
A partire dal 1934, il Ministro degli Esteri francese Louis Barthou perseguì una politica volta a scongiurare ogni potenziale aggressione tedesca, attraverso la costruzione di una rete di alleanze mirata a isolare la Germania. In quest'ottica, attivò il proprio corpo diplomatico sia verso l'Unione Sovietica sia verso l'Italia. Fino al 1933, l'Unione Sovietica aveva appoggiato gli sforzi tedeschi tesi a contestare il trattato di Versailles; tuttavia, il marcato anti-comunismo del regime nazionalsocialista, unitamente alla rivendicazione del Lebensraum, aveva indotto i sovietici a una radicale inversione di tendenza riguardo al mantenimento del trattato di Versailles. Nel settembre 1933, l'Unione Sovietica interruppe il proprio sostegno segreto al riarmo tedesco, iniziato dodici anni prima, nel 1921. Sotto la bandiera della sicurezza collettiva, il Commissario degli Esteri sovietico Maksim Maksimovič Litvinov iniziò a rivalutare positivamente il trattato di Versailles che, fino a quel momento, i leader sovietici avevano stigmatizzato come un complotto capitalista volto a "schiavizzare" la Germania. Parallelamente, a partire dal 1920, Benito Mussolini aveva finanziato in Austria il movimento di destra Heimwehr, e, in seguito all'instaurazione di una dittatura di fatto da parte del Cancelliere ultra-conservatore Engelbert Dollfuss nel 1933, l'Austria entrò nella sfera d'influenza italiana. La campagna terroristica orchestrata dai nazisti austriaci, con l'aperto appoggio della Germania, contro il regime di Dollfuss, con l'obiettivo di rovesciarlo per realizzare l'annessione (Anschluss), generò forti tensioni tra Roma e Berlino. Mussolini aveva ripetutamente avvertito Hitler che l'Austria rientrava nella sfera d'influenza italiana, non tedesca, esortando pertanto i tedeschi a cessare i tentativi di destabilizzare il suo protetto Dollfuss.
Il 25 luglio 1934, il Putsch di luglio a Vienna culminò con l'assassinio di Dollfuss da parte delle SS austriache e l'annuncio dei nazisti austriaci che lAnschluss era imminente. I nazisti austriaci tentarono di assumere il potere in tutta l'Austria e la Legione austriaca delle SS, con base in Baviera, sferrò attacchi contro i posti di frontiera lungo il confine austro-tedesco, in quella che apparve come la fase iniziale di un'invasione. In risposta, Mussolini mobilitò l'esercito italiano, concentrò diverse divisioni al Passo del Brennero e avvertì Hitler che l'Italia sarebbe entrata in guerra contro la Germania qualora avesse tentato di capitalizzare il Putsch invadendo l'Austria. Hitler, pur essendo di origine austriaca e profondamente offeso dalle esplicite affermazioni di Mussolini circa l'appartenenza del suo luogo di nascita alla sfera d'influenza di potenze diverse dalla Germania, comprese di non essere nella posizione di fare altro che ordinare un'umiliante ritirata. Con suo disappunto, dovette rinnegare il "Putsch" da lui stesso ordinato e rinunciare all'invasione dell'Austria, il cui governo represse il tentativo di colpo di Stato orchestrato dai nazisti austriaci. Dopo l'assassinio di Barthou il 9 ottobre 1934, Pierre Laval ne continuò l'opera di tessitura di alleanze anti-tedesche con l'Unione Sovietica e l'Italia.
Il 7 gennaio 1935, durante un vertice a Roma, Laval sostanzialmente concesse a Mussolini "carta bianca" nel Corno d'Africa, assicurando che la Francia non si sarebbe opposta a un'eventuale invasione italiana dell'Etiopia. Il 14 aprile 1935, il Primo Ministro di Gran Bretagna Ramsay MacDonald, il Presidente del Consiglio francese Pierre Laval e il Capo del Governo italiano Benito Mussolini si incontrarono a Stresa per costituire il Fronte di Stresa, con l'obiettivo di contrastare ulteriori violazioni tedesche del Trattato di Versailles, in seguito alla dichiarazione tedesca del marzo 1935 con cui la Germania annunciava che non avrebbe più rispettato le parti V e VI del suddetto trattato. Nella primavera del 1935 ebbero inizio colloqui di stato maggiore congiunti tra Francia e Italia, finalizzati alla formazione di un'alleanza militare anti-tedesca. Il 2 maggio 1935, Laval si recò a Mosca, dove sottoscrisse un trattato di alleanza con l'Unione Sovietica. Immediatamente, il governo tedesco avviò una veemente campagna stampa contro il patto franco-sovietico, argomentando che esso rappresentava una violazione del patto di Locarno e un grave pericolo per la Germania, in quanto la isolava.
Nel suo "discorso di pace" del 21 maggio 1935, Adolf Hitler dichiarò: «In particolare, essi [i tedeschi] sosterranno e rispetteranno tutti gli obblighi derivanti dal patto di Locarno, a condizione che le altre parti siano pronte a rispettare a loro volta quel patto». Tale passaggio del discorso di Hitler fu redatto dal suo Ministro degli Esteri, il Barone Konstantin von Neurath, il cui intento era rassicurare i leader stranieri che si sentivano minacciati dalla denuncia tedesca, avvenuta nel marzo 1935, della parte V del Trattato di Versailles, concernente il disarmo della Germania. Contestualmente, Neurath intendeva fornire una potenziale apertura per l'eventuale ri-militarizzazione della Renania, attraverso la clausola condizionale della promessa di rispettare Locarno solo in caso di reciprocità da parte delle altre potenze. Hitler mantenne sempre la posizione secondo cui la Germania non si considerava vincolata al Diktat di Versailles, ma avrebbe onorato qualsiasi trattato sottoscritto volontariamente, come Locarno, con il quale la Germania si era impegnata a mantenere permanentemente la Renania smilitarizzata. Pertanto, durante i suoi "discorsi di pace", Hitler promise costantemente di rispettare Locarno, e non Versailles.

### La crisi abissina
Il 7 giugno 1935, in Gran Bretagna, MacDonald rassegnò le dimissioni dalla carica di Primo Ministro a causa delle sue precarie condizioni di salute, venendo sostituito da Stanley Baldwin, esponente del Partito Conservatore. Tale avvicendamento alla guida del governo non incise in modo significativo sulla politica estera britannica. Il 3 ottobre 1935, l'Italia invase l'Etiopia, dando avvio alla crisi abissina. Incalzato dalla forte pressione dell'opinione pubblica britannica, largamente favorevole alla "sicurezza collettiva", il governo prese l'iniziativa di convincere la Società delle Nazioni ad adottare sanzioni contro l'Italia. La decisione del Primo Ministro britannico Stanley Baldwin di adottare una linea ferma a sostegno della sicurezza collettiva fu principalmente dettata da considerazioni di politica interna. Forte della recente vittoria alle elezioni del 14 novembre 1935, il governo Baldwin, in ossequio al principio della sicurezza collettiva, esercitò forti pressioni per l'imposizione di sanzioni all'Italia a seguito dell'invasione dell'Etiopia. Il 18 novembre 1935, la Società delle Nazioni approvò la mozione britannica volta a imporre sanzioni all'Italia con effetto immediato.
L'atteggiamento britannico, improntato al rispetto della sicurezza collettiva nella questione etiope, generò notevoli tensioni politiche tra Parigi e Londra. Le autorità francesi ritenevano che Hitler, e non Mussolini, rappresentasse la vera minaccia alla pace, e che fosse pertanto opportuno accettare la conquista dell'Etiopia per preservare il Fronte di Stresa. Lo storico britannico Correlli Barnett osservò che, per Laval, "tutto ciò che contava davvero era la Germania nazista. I suoi occhi erano sulla zona smilitarizzata della Renania; il suo pensiero sulle garanzie di Locarno. Alienare l'Italia, una delle potenze locarnesi, su una questione come l'Abissinia non andava a genio alla mente contadina di Auvergnat di Laval". Il palese disaccordo tra Parigi e Londra sulla risposta adeguata all'invasione italiana dell'Etiopia, unitamente alla frattura tra Italia e Gran Bretagna, fu interpretato in Germania come un'opportunità per la ri-militarizzazione della Renania.
La controversia anglo-italiana pose i francesi in una posizione delicata. Da un lato, la persistente riluttanza della Gran Bretagna ad assumere un impegno continentale convinceva i francesi che l'Italia fosse l'unica altra nazione europea occidentale in grado di schierare un grande esercito contro la Germania. Dall'altro lato, la ben più solida economia britannica suggeriva, nella prospettiva francese a lungo termine, che la Gran Bretagna potesse rivelarsi un alleato più affidabile. La Gran Bretagna, infatti, possedeva una capacità di resilienza e resistenza economica nettamente superiore a quella italiana, qualità fondamentali per sostenere quella che avrebbe potuto configurarsi come un'ennesima guerre de la longue durée (guerra di lunga durata) contro la Germania. Lo storico americano Zach Shore osservò: «[...] I leader francesi si trovarono nella scomoda posizione di dover ottenere cooperazione militare da due alleati incompatibili. Poiché gli interessi di Italia e Gran Bretagna nel Mediterraneo divergevano, la Francia non poteva certo schierarsi con l'uno senza alienarsi l'altro». Al fine di evitare una rottura definitiva con la Gran Bretagna, la Francia si astenne dall'esercitare il proprio diritto di veto in quanto membro del Consiglio della Società, optando invece per votare a favore delle sanzioni contro l'Italia. Tuttavia, Mussolini si sentì tradito dagli amici francesi e, insieme alla Gran Bretagna, la Francia fu la nazione nei confronti della quale manifestò la sua maggiore irritazione a causa delle sanzioni. Ciononostante, le sanzioni si rivelarono in gran parte inefficaci. Gli Stati Uniti e la Germania, entrambi estranei alla Società delle Nazioni, scelsero di non aderire alle sanzioni e, di conseguenza, aziende americane e tedesche continuarono a fornire all'Italia tutti i beni inclusi nell'elenco delle sanzioni, trasformandole più in un fastidio che in un reale ostacolo per gli italiani.
I crittografi italiani avevano decifrato i codici navali e diplomatici britannici all'inizio degli anni '30, e Mussolini era pertanto pienamente consapevole del fatto che, sebbene gli inglesi potessero minacciare azioni belliche attraverso manovre come il rafforzamento della Mediterranean Fleet, nel settembre 1935 avevano già deciso di non entrare in guerra per l'Etiopia. Forte di tale consapevolezza, Mussolini si sentì libero di lanciare una serie di veementi minacce di guerra contro la Gran Bretagna a partire dalla fine del 1935, arrivando a dichiarare che avrebbe preferito vedere il mondo intero "andare in fiamme" piuttosto che fermare la sua invasione. Le reiterate minacce di Mussolini di distruggere l'Impero britannico qualora gli inglesi avessero continuato ad opporsi alla sua campagna militare in Africa crearono la diffusa impressione, tra la fine del 1935 e l'inizio del 1936, che Gran Bretagna e Italia fossero sull'orlo di un conflitto.
Verso la fine del 1935, Konstantin von Neurath diffuse la notizia che la Germania progettasse la ri-militarizzazione della Renania, adducendo come motivazione il patto franco-sovietico siglato nel maggio 1935; Neurath insistette nel qualificare tale patto come una violazione del patto di Locarno, percepito come una minaccia per la Germania. Contestualmente, Neurath diede incarico ai diplomatici tedeschi di avviare la stesura di documenti legali che giustificassero la ri-militarizzazione, sostenendo che il patto franco-sovietico fosse in contrasto con gli accordi di Locarno. Agendo in tal modo, Neurath procedeva senza direttive esplicite da parte di Hitler, ma confidando che le circostanze sarebbero divenute propizie per la rimilitarizzazione, in particolare a causa della crisi nelle relazioni tra Gran Bretagna e Italia.
Al fine di dirimere la questione legata alla crisi abissina, Robert Vansittart, sottosegretario permanente presso il Ministero degli Esteri britannico, propose al ministro degli Esteri britannico Samuel Hoare quello che divenne noto come il piano Hoare-Laval, un accordo in base al quale circa la metà dell'Etiopia sarebbe stata ceduta all'Italia, mantenendo la restante parte nominalmente indipendente sotto il governo dell'imperatore Hailé Selassié. Vansittart, fervente sostenitore della Francia e altrettanto convinto oppositore della Germania, mirava a sacrificare l'Etiopia per preservare il fronte di Stresa contro la Germania, che considerava la vera minaccia. Un valido alleato di Vansittart era Hankey, fautore della realpolitik, il quale giudicava l'idea di imporre sanzioni all'Italia una grande imprudenza. Convinto della validità dell'approccio di Vansittart, Hoare si recò a Parigi per incontrare Laval, che diede il suo assenso al piano. Ciononostante, Alexis St. Leger, segretario generale del Quai d'Orsay, uno dei pochi funzionari francesi a nutrire una profonda avversione per l'Italia fascista (mentre la maggior parte propendeva per posizioni filo-italiane), decise di sabotare il piano, orchestrandone la divulgazione alla stampa francese. St. Leger era considerato, secondo diverse testimonianze, un individuo dal carattere "piuttosto strano": talvolta prendeva la decisione di ostacolare iniziative politiche che non condivideva."
In una singolare asimmetria, Vansittart propendeva per l'approccio francese, ritenendo opportuno tollerare la prosecuzione della conquista italiana, preservando il Fronte di Stresa. Diversamente, St. Leger sosteneva l'approccio britannico, volto a difendere la sicurezza collettiva, pur con il rischio di compromettere il Fronte di Stresa. La divulgazione del piano, che di fatto premiava Mussolini, scatenò in Gran Bretagna un tale clamore da costringere Hoare a dimettersi in disgrazia. Fu sostituito da Anthony Eden, e il neo-eletto governo Baldwin rischiò di cadere a causa della ribellione dei parlamentari di secondo piano. Baldwin, mentendo spudoratamente alla Camera dei Comuni, dichiarò che il governo non era a conoscenza del piano e che Hoare era stato un ministro isolato e indipendente. In Francia, l'opinione pubblica fu tanto indignata dal piano quanto quella britannica. La politica di svalutazione interna di Laval, mirante a imporre la deflazione sull'economia francese per incrementare le esportazioni e contrastare la Grande depressione, lo aveva già reso inviso, ma il Patto Hoare-Laval ne compromise ulteriormente la reputazione. La Camera dei Deputati discusse il piano il 27 e 28 dicembre 1935. Il Fronte Popolare lo condannò duramente, con Léon Blum che si rivolse a Laval accusandolo: "Avete cercato di dare e mantenere. Volevate la botte piena e la moglie ubriaca. Avete smentito le vostre parole con le vostre azioni e le vostre azioni con le vostre parole. Avete svilito ogni cosa con accomodamenti, intrighi e astuzia. [...] Insensibile all'importanza delle grandi questioni morali, avete ridotto tutto al livello dei vostri meschini metodi".
Mussolini rigettò il piano Hoare-Laval, asserendo di voler assoggettare l'intera Etiopia e non solo una sua porzione. In seguito al fallimento del piano, il governo britannico riprese la precedente politica di imporre sanzioni all'Italia con scarso impegno, il che inasprì le relazioni con Parigi e, in particolare, con Roma. Considerato l'atteggiamento provocatorio italiano, la Gran Bretagna auspicò l'avvio di colloqui diretti con la Francia in previsione di un potenziale conflitto con l'Italia. Il 13 dicembre 1935, Neurath comunicò all'ambasciatore britannico Sir Eric Phipps che Berlino avrebbe considerato eventuali colloqui bilaterali anglo-francesi senza la partecipazione tedesca, anche se rivolti unicamente contro l'Italia, come una violazione del Patto di Locarno, costringendo la Germania a rimilitarizzare la Renania. Nonostante le relazioni italo-tedesche fossero state piuttosto tese nel corso del 1935, la Germania sostenne apertamente l'invasione italiana e offrì a Mussolini una benevola neutralità. In nome della supremazia bianca e del fascismo, Hitler appoggiò convintamente l'invasione italiana e dispose l'invio agli italiani di varie materie prime e armamenti, vietati all'Italia dalle sanzioni della Società delle Nazioni. L'appoggio hitleriano all'azione italiana generò una diffusa simpatia a Roma. Di contro, le manovre filo-italiane di Laval e i suoi tentativi di ostacolare l'iniziativa britannica volta a sanzionare l'Italia crearono un clima di perdurante diffidenza tra inglesi e francesi.

## La re-militarizzazione tedesca

### Neurath e i servizi segreti
Il ministro degli Esteri britannico Anthony Eden riteneva che entro il 1940 si sarebbe potuta persuadere la Germania a rientrare nella Società delle Nazioni, ad accettare limitazioni agli armamenti e a rinunciare alle sue pretese territoriali in Europa, ottenendo in cambio la ri-militarizzazione della Renania, la restituzione delle ex colonie africane tedesche e una "priorità economica lungo il Danubio". L'obiettivo di Eden era un "insediamento generale", mirando a "un ritorno alla normalità degli anni Venti e alla creazione di condizioni tali per cui Hitler potesse agire come Stresemann" (cancelliere, ministro degli esteri e figura democratica durante la Repubblica di Weimar).
Il 16 gennaio 1936, il primo ministro francese Pierre Laval presentò alla Camera dei Deputati per la ratifica il patto franco-sovietico. Nel gennaio 1936, durante la sua visita a Londra per i funerali di re Giorgio V del Regno Unito, Neurath disse a Eden: "Qualora gli altri firmatari o garanti stipulassero accordi bilaterali contrari allo spirito del patto di Locarno, saremmo costretti a riconsiderare la nostra posizione." La risposta di Eden alla velata minaccia di Neurath, secondo cui la Germania avrebbe ri-militarizzato la Renania se l'Assemblea nazionale francese avesse ratificato il patto franco-sovietico, convinse Neurath che, in caso di ri-militarizzazione tedesca, la Gran Bretagna si sarebbe schierata con la Germania contro la Francia.
Vi era una clausola nel patto di Locarno che prevedeva un arbitrato internazionale vincolante qualora una delle potenze firmatarie sottoscrivesse un trattato ritenuto incompatibile col patto stesso. Sia Neurath sia il suo segretario di Stato, il principe Bernhard von Bülow, comunicarono a ogni diplomatico straniero che il patto franco-sovietico costituiva una violazione del patto di Locarno, ma contestualmente consigliarono caldamente a Hitler di non adire l'arbitrato internazionale per accertare se il patto franco-sovietico violasse effettivamente il trattato. Ricorrere all'arbitrato internazionale rappresentava una situazione di "sconfitta" per la Germania: la risoluzione della controversia, in entrambi gli esiti possibili, avrebbe precluso alla Germania la possibilità di utilizzarlo come pretesto per la ri-militarizzazione. Nonostante Neurath avesse a dichiarare ripetutamente, nelle conferenze stampa dei primi mesi del 1936, che la Germania intendeva avvalersi della clausola compromissoria di Locarno, allo scopo di contribuire a persuadere l'opinione pubblica estera della violazione di Locarno da parte del patto franco-sovietico, il governo tedesco non invocò tale clausola.
Parallelamente, il 10 gennaio 1936, Neurath ricevette una relazione confidenziale da Gottfried Aschmann, capo della Divisione Stampa dellAuswärtiges Amt. Questi, durante una visita a Parigi all'inizio di gennaio, aveva discusso con un politico francese di secondo piano, Jean Montiny, legato al primo ministro Laval da vincoli d'amicizia: costui aveva rivelato che le difficoltà economiche del paese avevano ritardato l'ammodernamento militare francese e che la Francia non avrebbe reagito a una ri-militarizzazione tedesca della Renania. Neurath non trasmise la relazione di Aschmann a Hitler, ma le accordò grande importanza. Neurath mirava a consolidare la propria posizione all'interno del regime nazista; rassicurando reiteratamente Hitler, durante la crisi della Renania, circa l'inazione francese, senza rivelare la fonte della sua certezza, Neurath si presentava come un diplomatico dotato di una misteriosa intuizione, il che rafforzò la sua posizione agli occhi del Führer. La gestione della politica estera era di competenza dell'Auswärtiges Amt (Ministero degli Esteri), ma a partire dal 1933 Neurath dovette fronteggiare le "ingerenze naziste nella diplomazia", poiché diverse strutture del partito intraprendevano iniziative di politica estera autonome e spesso in contrasto con gli indirizzi del suo ministero. La più grave di tali "ingerenze nella diplomazia" fu l'attività della Dienststelle Ribbentrop, una sorta di Ministero degli Esteri parallelo, informalmente legato al partito e guidato da Joachim von Ribbentrop, che si adoperava attivamente per sabotare pressoché ogni iniziativa dell'Auswärtiges Amt. Ad acuire ulteriormente la rivalità tra la Dienststelle Ribbentrop e l'Auswärtiges Amt contribuiva il reciproco odio tra Neurath e Ribbentrop, con quest'ultimo che non celava la propria convinzione di poter essere un ministro degli Esteri più valido di Neurath, mentre Neurath considerava Ribbentrop un diplomatico dilettante e irrimediabilmente incapace che s'intrometteva in affari non suoi.

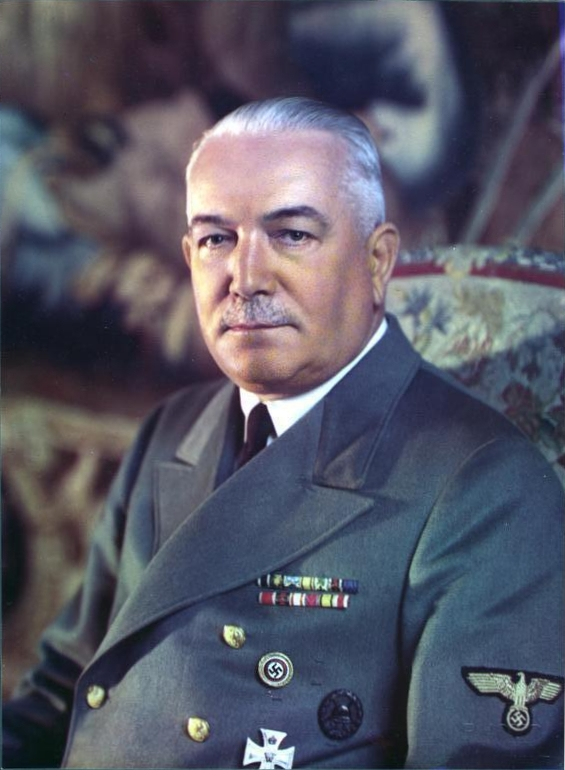
Il barone Konstantin von Neurath nel 1939. Come ministro degli Esteri nel 1936, Neurath svolse un ruolo decisivo nella decisione tedesca che portò alla rimilitarizzazione.

### La decisione di re-militarizzare
Correggi e migliora questi paragrafi senza togliere né aggiungere nulla: "Nel mese del gennaio del 1936, il cancelliere e Führer Adolf Hitler decise di rioccupare la Renania. Inizialmente Hitler aveva progettato di occuparla solo a partire dal 1937, ma all'inizio del 1936 scelse di anticipare la re-militarizzazione di un anno per diversi motivi, vale a dire:
- la ratifica da parte dell'Assemblea nazionale francese del patto franco-sovietico del 1935, che gli consentiva di presentare il suo colpo, sia in patria che all'estero, come una mossa difensiva contro l'"accerchiamento" franco-sovietico;
- l'aspettativa che la Francia sarebbe stata meglio armata nel 1937;
- il fatto che il governo di Parigi era appena caduto e sostituito da un governo tecnico;
- i problemi economici in patria, che richiesero un successo nella politica estera al fine di ripristinare la popolarità del regime;
- la guerra italo-etiope, che aveva messo la Gran Bretagna contro l'Italia, rompendo effettivamente il fronte di Stresa;
- infine perché, a quanto pare, Hitler semplicemente non aveva voglia di aspettare un anno in più.[70][71]

Nella sua biografia di Hitler, lo storico britannico sir Ian Kershaw ha argomentato che le principali ragioni alla base della decisione di rimilitarizzare nel 1936, anziché nel 1937, furono la predilezione di Hitler per azioni eclatanti per conseguire obiettivi che avrebbero potuto essere facilmente raggiunti tramite negoziati pacifici, e il suo bisogno di un trionfo in politica estera per distogliere l'attenzione pubblica dalla grave crisi economica che affliggeva la Germania nel periodo 1935-1936.

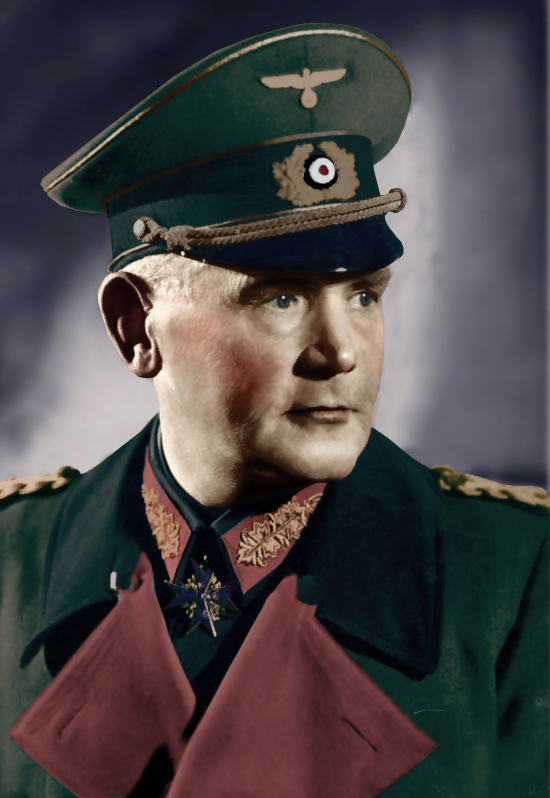
Il ministro della guerra tedesco, il generale Werner von Blomberg.

Durante un incontro del 13 gennaio 1936 tra il principe Bernhard von Bülow (da non confondere con il suo più celebre zio, il cancelliere Bernhard von Bülow), segretario di Stato presso l'Auswärtiges Amt, e l'ambasciatore francese André François-Poncet, il primo consegnò al secondo un'ulteriore nota di protesta contro il patto franco-sovietico. In questa occasione, François-Poncet accusò apertamente Bülow di cercare qualsiasi pretesto, per quanto bizzarro, strano o implausibile, pur di inviare truppe in Renania. Il 15 gennaio 1936, un rapporto top-secret dell'NKVD, intitolato Sintesi militare e politica dell'intelligence sulla Germania, fu inviato a Iosif Stalin. Tale rapporto evidenziava che, in base alle dichiarazioni di diversi diplomatici nellAuswärtiges Amt, la Germania stava progettando, in tempi brevi, la rimilitarizzazione della Renania. La stessa analisi citava Bülow nell'affermare che, qualora Gran Bretagna e Francia avessero stipulato un accordo di cooperazione militare che escludesse la Germania, "lo considereremmo una violazione del patto di Locarno e, se non verremo coinvolti nei negoziati, non ci riterremo vincolati dagli obblighi di Locarno concernenti il mantenimento della zona smilitarizzata del Reno". Questo rapporto sovietico, che segnalava i piani tedeschi di rimilitarizzazione, non fu condiviso né con il governo britannico né con quello francese.
Il 17 gennaio 1936 Benito Mussolini, adirato per le sanzioni imposte dalla Società delle Nazioni al suo paese a seguito dell'aggressione all'Etiopia, comunicò all'ambasciatore tedesco a Roma, Ulrich von Hassell, di auspicare un accordo austro-tedesco "che di fatto ponesse l'Austria nella sfera d'influenza tedesca, impedendole di perseguire politiche estere diverse da quelle della Germania. Se l'Austria, pur rimanendo uno stato formalmente indipendente, diventasse in pratica uno stato satellite tedesco, non avrei nulla in contrario". Ritenendo che l'Austria fosse ormai nella sfera d'influenza tedesca, Mussolini aveva eliminato l'ostacolo principale nelle relazioni italo-tedesche. Questi rapporti, già tesi dalla metà del 1933, in particolare dopo il putsch di luglio del 1934, fecero sì che le dichiarazioni di Mussolini a Hassell, formulate all'inizio del 1936, in cui auspicava un riavvicinamento con la Germania, fossero pertanto ritenute estremamente significative a Berlino.
In un altro incontro, Mussolini disse ad Hassell che considerava il Fronte di Stresa del 1935 "defunto" e che l'Italia non si sarebbe mossa per difendere Locarno in caso di violazione da parte della Germania. Inizialmente, i funzionari tedeschi dubitarono della sincerità di Mussolini riguardo a questo riavvicinamento, ma, dopo che Hitler inviò Hans Frank in visita segreta a Roma con un messaggio del Führer sul sostegno tedesco alle azioni italiane nella conquista dell'Etiopia, le relazioni italo-tedesche migliorarono notevolmente. Il 24 gennaio 1936, l'impopolare Laval si dimise da primo ministro per evitare una sconfitta a seguito di una mozione di sfiducia presentata all'Assemblea nazionale, poiché i socialisti radicali decisero di unirsi al Fronte popolare, coalizione di sinistra, garantendo così una maggioranza anti-Laval alla Camera dei deputati. A Parigi si formò un governo tecnico, guidato da Albert Sarraut, in attesa di nuove elezioni. Il governo Sarraut era composto da figure di destra come Georges Mandel, di centro come Georges Bonnet e di sinistra come Joseph Paul-Boncour, rendendo arduo il processo decisionale. Immediatamente, il governo Sarraut entrò in conflitto con la Gran Bretagna, poiché Eden iniziò a esercitare pressioni sulla Società delle Nazioni per sanzionare l'Italia, una conseguenza a cui i francesi si opponevano fermamente, minacciando di porre il veto.
L'11 febbraio 1936, il nuovo primo ministro francese Albert Sarraut dichiarò che il suo governo si sarebbe impegnato per la ratifica del patto franco-sovietico. Il 12 febbraio 1936, Hitler incontrò sia Neurath sia il suo ambasciatore speciale, Joachim von Ribbentrop, per conoscere le loro opinioni sul rischio di una reazione internazionale alla rimilitarizzazione. Neurath sostenne la rimilitarizzazione, pur ritenendo che la Germania avrebbe dovuto negoziare maggiormente prima di procedere, mentre Ribbentrop caldeggiò un'azione immediata e incondizionata. Ribbentrop riferì a Hitler che, in caso di guerra con la Francia a seguito della rimilitarizzazione tedesca, la Gran Bretagna si sarebbe schierata al fianco di quest'ultima, un'opinione che contrastava con quella di Neurath, ma che convinse Hitler ad attuare la rimilitarizzazione della Renania.
Il 12 febbraio 1936 Hitler informò il suo ministro della guerra, il feldmaresciallo Werner von Blomberg, delle sue intenzioni e chiese al capo dell'esercito, il generale Werner von Fritsch, quanto tempo fosse necessario per trasportare un paio di battaglioni di fanteria e una batteria di artiglieria in Renania. Fritsch rispose che sarebbero occorsi almeno tre giorni, ma l'alto comando espresse riserve, ritenendo che l'esercito tedesco non fosse ufficialmente in stato di conflitto con quello francese. Il capo di stato maggiore, il generale Ludwig Beck, avvertì Hitler che l'esercito tedesco non sarebbe stato in grado di difendere efficacemente la Germania da una possibile ritorsione francese. Hitler rassicurò Fritsch che avrebbe ritirato le sue forze in caso di contromossa francese. Weinberg scrisse che:
"I piani militari tedeschi prevedevano che piccole unità si trasferissero nella Renania, unendosi alla polizia militarizzata locale (Landespolizei) e organizzando una ritirata tattica in caso di azione militare occidentale. La narrazione secondo cui i tedeschi avevano l'ordine di ritirarsi se la Francia avesse reagito è parzialmente corretta, ma sostanzialmente fuorviante; la ritirata doveva essere una manovra difensiva tattica, non un ritorno alla posizione di partenza. L'eventualità di una guerra venne quindi contemplata da Hitler, il quale però chiaramente non la considerava un'eventualità molto probabile."
L'operazione fu denominata in codice "Esercitazione d'Inverno". All'insaputa di Hitler, il 14 febbraio 1936, Eden aveva scritto al Quai d'Orsay, sostenendo che Gran Bretagna e Francia avrebbero dovuto "avviare presto negoziati [...] per cedere alle condizioni concernenti i nostri diritti nella zona, finché tale concessione avesse ancora valore negoziale". Eden scrisse al governo britannico che la fine della zona smilitarizzata "non si limiterebbe ad alterare gli equilibri militari locali, ma potrebbe innescare ripercussioni politiche di vasta portata, tali da indebolire ulteriormente l'influenza francese nell'Europa centrale e orientale". Nel febbraio 1936, il Deuxième Bureau iniziò a presentare rapporti indicanti che la Germania stesse pianificando di inviare truppe nella Renania in un futuro imminente. Poiché i rapporti di François-Poncet da Berlino suggerivano che la situazione economica tedesca fosse piuttosto instabile, a Parigi si riteneva che sanzioni contro la Germania avrebbero potuto essere estremamente dannose e persino portare al collasso del regime nazista.
Insieme a Ribbentrop e Neurath, Hitler discusse approfonditamente la pianificata ri-militarizzazione della Renania con il Ministro della Guerra, il generale Werner von Blomberg, il Capo di Stato Maggiore, il generale Ludwig Beck, Hermann Göring, il Capo di Stato Maggiore dell'Esercito, il generale Werner von Fritsch, e con Ulrich von Hassell. Ribbentrop e Blomberg si espressero favorevolmente; Beck e Fritsch si opposero, mentre Neurath ed Hassell si mostrarono favorevoli, ma sostennero che non fosse impellente agire, poiché una diplomazia tranquilla avrebbe presto garantito la ri-militarizzazione. L'importanza che Hitler attribuiva all'accordo con l'Italia emerge chiaramente dal suo stretto e regolare contatto con Hassell, l'ambasciatore in Italia, per tutto febbraio e l'inizio di marzo del 1936. Dei tre leader del Fronte di Stresa, Mussolini era quello che Hitler stimava maggiormente, tanto da considerare l'Italia una pedina strategica: se Mussolini si fosse opposto alla ri-militarizzazione, Gran Bretagna e Francia lo avrebbero seguito. Nonostante le dichiarazioni di Mussolini nel gennaio 1936, Hitler non era ancora convinto del pieno sostegno italiano, e per questo incaricò Hassell di sondare le reali intenzioni del Duce. Il 22 febbraio 1936, Hassell annotò nel suo diario che la ratifica imminente del patto franco-sovietico era solo un pretesto, scrivendo: "era abbastanza chiaro che [Hitler] voleva davvero la ratifica per giustificare la sua azione di ri-militarizzare la Renania". Lo stesso giorno, Hassell incontrò Mussolini, il quale affermò che l'applicazione di sanzioni petrolifere contro l'Italia avrebbe "di fatto annullato il patto di Locarno", aggiungendo che, in ogni caso, l'Italia non avrebbe intrapreso azioni ostili se le truppe tedesche fossero entrate in Renania.
Allo stesso tempo, Neurath avviò la stesura di documenti dettagliati che giustificassero la ri-militarizzazione come una reazione forzata della Germania al patto franco-sovietico, e consigliò Hitler di mantenere in Renania un numero limitato di truppe, così da permettere ai tedeschi di sostenere di non aver commesso una "violazione flagrante" del patto di Locarno (sia la Gran Bretagna sia l'Italia si erano impegnate ad offrire una risposta militare solo in caso di "violazione flagrante"). Nella dichiarazione di giustificazione della ri-militarizzazione, che Neurath preparò per la stampa estera, l'iniziativa tedesca veniva presentata come una mossa imposta ad una Germania riluttante a causa della ratifica del patto franco-sovietico, e si lasciava intendere che la Germania sarebbe tornata nella Società delle Nazioni se la ri-militarizzazione fosse stata accettata. Dopo l'incontro con Hitler del 18 febbraio 1936, il barone von Neurath espresse l'opinione che "per Hitler le motivazioni nazionali erano di primaria importanza".
Contemporaneamente alla visita di Frank a Roma, Göring fu inviato a Varsavia per incontrare il Ministro degli Esteri polacco, il colonnello Józef Beck, con l'obiettivo di chiedere ai polacchi di rimanere neutrali qualora la Francia avesse deciso di dichiarare guerra in risposta alla ri-militarizzazione della Renania. Il colonnello Beck riteneva che i francesi non avrebbero reagito alla ri-militarizzazione della Renania da parte della Germania, e pertanto poté assicurare ai membri del governo polacco che desideravano mantenere i legami con il tradizionale alleato francese che la Polonia avrebbe agito di conseguenza, mentre contemporaneamente comunicò a Göring la sua aspirazione a relazioni tedesco-polacche più strette e la sua intenzione di non intervenire in caso di ri-militarizzazione.
Il 13 febbraio 1936, durante un incontro con il principe Bismarck presso l'ambasciata tedesca a Londra, Ralph Wigram, capo del Dipartimento Centrale del Ministero degli Esteri britannico, dichiarò che il governo britannico (il cui primo ministro, tra il 1935 e il 1937, era Stanley Baldwin) auspicava un "accordo operativo" su un patto aereo che vietasse i bombardamenti e che la Gran Bretagna avrebbe valutato una revisione dei trattati di Versailles e di Locarno a favore della Germania. Il principe Bismarck riferì a Berlino che Wigram aveva lasciato intendere chiaramente che le "questioni" che la Gran Bretagna era disposta a valutare di rivedere includevano la ri-militarizzazione. Il 22 febbraio 1936 Mussolini, ancora adirato a causa delle sanzioni applicate dalla Società delle Nazioni contro il suo paese per l'aggressione all'Etiopia, disse a von Hassell che l'Italia non avrebbe onorato il patto di Locarno qualora la Germania avesse ri-militarizzato la Renania. Anche se Mussolini avesse voluto onorare Locarno, sarebbero comunque sorte delle difficoltà pratiche, infatti la maggior parte dell'esercito italiano era a quel tempo impegnata nella conquista dell'Etiopia, senza contare il fatto che non esisteva una frontiera italo-tedesca comune.
La successiva discussione tra gli storici si concentra sul rapporto tra la decisione di Hitler di ri-militarizzare la Renania nel 1936 e i suoi grandi obiettivi a lungo termine. Quegli storici che favoriscono un'interpretazione "intenzionalista" della politica estera tedesca, come Klaus Hildebrand e il compianto Andreas Hillgruber, considerano la ri-militarizzazione della Renania soltanto una tappa intermedia dello Stufenplan (piano graduale) di Hitler per la conquista del mondo intero. Gli storici che adottano un'interpretazione "funzionalista" vedono la ri-militarizzazione della Renania piuttosto come una reazione improvvisata ad hoc da parte di Hitler alla crisi economica del 1936, un modo economico e semplice per riconquistare popolarità. Lo storico marxista britannico Timothy Mason sostenne notoriamente che la politica estera di Hitler era guidata da esigenze interne legate ad un'economia in crisi e che furono i problemi economici interni, in contrasto con la "volontà" o le "intenzioni" di Hitler, a spingere la politica estera nazista dal 1936 in poi, politica che alla fine degenerò in una "variante barbara dell'imperialismo sociale" e che portò a una "corsa verso la guerra" nel 1939. Come ha notato lo stesso Hildebrand, queste interpretazioni non si escludono necessariamente a vicenda. Hildebrand ha affermato che, sebbene Hitler avesse un "programma" per il dominio del mondo, il modo in cui Hitler cercò di attuare il suo "programma" era largamente improvvisato e molto soggetto a fattori strutturali sia sulla scena internazionale che a livello nazionale che spesso sfuggivano al controllo di Hitler.
Il 26 febbraio 1936, l'Assemblea Nazionale francese ratificò il patto franco-sovietico. Il 27 febbraio 1936, Hitler pranzò con Hermann Göring e Joseph Goebbels per discutere la prevista re-militarizzazione, con Goebbels che scrisse in seguito nel suo diario: «Ancora un po' troppo presto». Il 29 febbraio 1936, venne pubblicata sul quotidiano Paris-Midi un'intervista che Hitler ebbe il 21 febbraio 1936 con il fascista e giornalista francese Bertrand de Jouvenel. Durante la sua intervista con un chiaramente ammirato de Jouvenel, Hitler si dichiarò un uomo di pace che desiderava disperatamente l'amicizia con la Francia e dava la colpa di tutti i problemi nelle relazioni franco-tedesche ai francesi, che, per qualche strana ragione stavano cercando di "accerchiare" la Germania tramite il patto franco-sovietico, nonostante il fatto evidente che il Führer non stesse cercando di minacciare la Francia. L'intervista di Hitler con de Jouvenel aveva lo scopo d'influenzare l'opinione pubblica francese a credere che era il loro governo ad essere responsabile per la rimilitarizzazione. Solo il 1º marzo 1936 Hitler decise finalmente di procedere. Un ulteriore fattore nella sua decisione fu che il Comitato per le sanzioni della Società delle Nazioni avrebbe dovuto iniziare a discutere di possibili sanzioni petrolifere contro l'Italia il 2 marzo, cosa che probabilmente avrebbe portato i diplomatici europei a concentrarsi sulla crisi abissina, a scapito di tutto il resto.

### Le marce della Wehrmacht
Non molto tempo dopo l'alba del 7 marzo 1936, diciannove battaglioni di fanteria tedesca ed una manciata di aerei entrarono in Renania. In tal modo, la Germania violò gli articoli 42 e 43 del trattato di Versailles e gli articoli 1 e 2 del patto di Locarno. Raggiunsero il fiume Reno alle 11:00 e, successivamente, tre battaglioni ne attraversarono la riva occidentale. Contestualmente, il barone von Neurath convocò l'ambasciatore italiano, il conte Bernardo Attolico, l'ambasciatore britannico, Sir Eric Phipps, e l'ambasciatore francese, André François-Poncet, a Wilhelmstrasse per comunicare loro l'accusa mossa alla Francia di aver violato Locarno con la ratifica del patto franco-sovietico, annunciando quindi che la Germania aveva deciso di rinunciare al patto di Locarno e di ri-militarizzare la Renania. Appreso dalla ricognizione tedesca che migliaia di soldati francesi si stavano radunando al confine franco-tedesco, il generale Blomberg supplicò Hitler di far evacuare le forze tedesche. Sotto l'influenza di Blomberg, Hitler quasi ordinò il ritiro delle truppe tedesche, ma venne poi convinto dal risolutamente calmo Neurath a proseguire con l'operazione Esercitazione d'Inverno. Seguendo il consiglio di Neurath, Hitler domandò se le forze francesi avessero effettivamente attraversato il confine e, quando gli fu riferito che non lo avevano fatto, assicurò a Blomberg che la Germania avrebbe atteso fino a quel momento. In netto contrasto con Blomberg, molto agitato durante l'Esercitazione d'Inverno, Neurath mantenne la calma ed esortò vivamente Hitler a non cambiare i piani.
L'azione nella Renania è spesso considerata il momento in cui Hitler avrebbe potuto essere fermato con uno sforzo minimo; le forze tedesche impiegate nell'operazione erano esigue, se comparate alle forze armate francesi, ben più numerose e, all'epoca, più potenti. Il giornalista americano William L. Shirer scrisse che, se i francesi avessero marciato nella Renania:
Un ufficiale tedesco di stanza nella Bendlerstrasse che durante la guerra civile spagnola: "Posso dirvi che per cinque giorni e cinque notti nessuno di noi ha chiuso occhio. Sapevamo che se i francesi avessero marciato, saremmo stati finiti. Non avevamo fortificazioni e nessun esercito all'altezza dei francesi. Se i francesi si fossero anche mobilitati, saremmo stati costretti a ritirarci". Lo stato maggiore, disse l'ufficiale, considerava l'azione di Hitler suicida. Il generale Heinz Guderian, un generale tedesco intervistato da ufficiali francesi dopo la seconda guerra mondiale, affermò: «Se i francesi fossero intervenuti in Renania nel 1936 saremmo stati sconfitti e Hitler sarebbe caduto». Il fatto che Hitler abbia affrontato una seria opposizione acquista peso evidente dal fatto che Ludwig Beck e Werner von Fritsch divennero effettivamente oppositori di Hitler, ma secondo lo storico americano Ernest R. May non c'è un briciolo di prova di ciò in questa fase. May scrisse che i corpi ufficiali dell'esercito tedesco erano tutti a favore della rimilitarizzare la Renania e solo la questione dei tempi di una tale mossa li divideva da Hitler. May rilevò inoltre che non vi erano prove che l'esercito tedesco stesse progettando di rovesciare Hitler se fosse stato costretto a ordinare una ritirata dalla Renania. Inoltre il fatto che Mussolini avesse umiliato Hitler durante il putsch di luglio nel 1934, forzando la Germania a colpire l'Austria senza il minimo sforzo da parte della Reichswehr per rovesciare Hitler, deve gettare ulteriori dubbi sulla tesi che Hitler sarebbe stato rovesciato se solo fosse stato costretto a ritirarsi dalla Renania.
Scrivendo delle relazioni tra Hitler e i suoi generali nei primi mesi del 1936, lo storico americano J. T. Emerson dichiarò: "In effetti, in nessun momento durante i dodici anni di esistenza del Terzo Reich Hitler intrattenne rapporti più amichevoli con i suoi generali che nel 1935 e nel 1936. Durante questi anni, non c'era niente come una resistenza militare organizzata alla politica di partito". Tuttavia, più tardi, nella seconda guerra mondiale, nonostante la crescente situazione disperata della Germania dal 1942 in poi e una serie di sconfitte sempre più gravi, la stragrande maggioranza della Wehrmacht rimase fedele al regime nazista e continuò a lottare duramente per questo regime fino alla sua distruzione nel 1945 (con la sola eccezione del putsch del 20 luglio 1944, in cui si ribellò solo una minoranza della Wehrmacht, mentre la maggioranza rimase fedele). La volontà della Wehrmacht nel continuare a combattere e morire duramente per il regime nazionalsocialista, anche se dal 1943 in poi la Germania stava chiaramente perdendo la guerra, riflette il profondo impegno della maggior parte della Wehrmacht stessa nel nazionalsocialismo. Inoltre, è stato evidenziato come gli alti ufficiali della Wehrmacht fossero uomini profondamente corrotti, che ricevettero enormi tangenti da Hitler in cambio della loro fedeltà. Nel 1933, Hitler aveva creato un fondo nero noto come Konto 5 gestito da Hans Lammers, che forniva tangenti ad alti ufficiali e funzionari pubblici in cambio della loro lealtà al regime nazionalsocialista. Data la profonda devozione della Wehrmacht al regime nazionalsocialista e la corruzione dei suoi alti ufficiali, è molto improbabile ritenere che la Wehrmacht si sarebbe rivoltata contro il suo stesso Führer se questa fosse stata costretta a ritirarsi dalla Renania nel 1936.

## Reazioni

### Gran Bretagna
Le reazioni in Gran Bretagna furono miste, ma generalmente non considerarono la rimilitarizzazione dannosa. Lord Lothian disse che non era altro che i tedeschi che camminavano nel loro cortile. George Bernard Shaw affermò allo stesso modo che non sarebbe stato diverso se la Gran Bretagna avesse rioccupato Portsmouth. Nel suo diario del 23 marzo 1936, il parlamentare Harold Nicolson osservò che «la tendenza alla Camera [dei Comuni] è terribilmente filo-tedesca, il che significa che la Camera ha paura della guerra». Durante la crisi della Renania del 1936, non si tennero da nessuna parte riunioni o manifestazioni pubbliche per protestare contro la rimilitarizzazione; invece, vi furono diverse manifestazioni di "pace" in cui si chiedeva che la Gran Bretagna non usasse la guerra per risolvere la crisi. Sin da quando l'economista John Maynard Keynes aveva pubblicato nel 1919 il suo libro best seller, Le conseguenze economiche della pace, in cui Keynes descriveva Versailles come un'insopportabilmente dura pace cartaginese imposta dai vendicativi Alleati, un segmento sempre più ampio dell'opinione pubblica britannica si era convinto che il Trattato di Versailles fosse profondamente "ingiusto" nei confronti della Germania. Conseguentemente, nel 1936, quando le truppe tedesche marciarono nella Renania, la maggior parte dei cittadini britannici riteneva che Hitler avesse ragione a violare l'"ingiusto" trattato di Versailles, e che sarebbe stato moralmente sbagliato per la Gran Bretagna andare in guerra per difendere il trattato "ingiusto" di Versailles. Il segretario della Guerra britannico Alfred Duff Cooper riferì all'ambasciatore tedesco Leopold von Hoesch l'8 marzo 1936, che: "anche se il popolo britannico era disposto a combattere per la Francia in caso di incursione tedesca in territorio francese, esso non avrebbe fatto ricorso alle armi a causa della recente occupazione della Renania. La gente non sapeva molto delle disposizioni sulla smilitarizzazione e la maggior parte di loro probabilmente riteneva che non gli importasse un fico secco del fatto che i tedeschi rioccupassero il proprio territorio".

### Germania

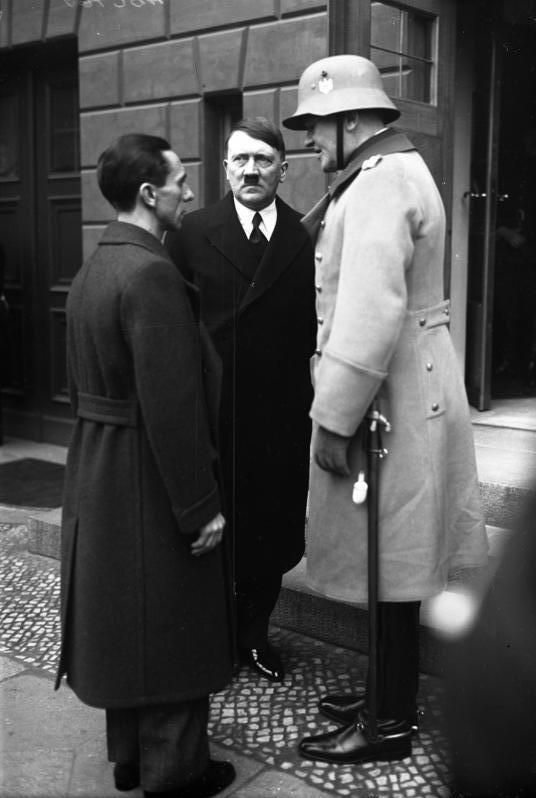
Goebbels, Hitler, e von Blomberg

Il 7 marzo 1936, Hitler annunciò davanti al Reichstag che la Renania era stata rimilitarizzata e, per smorzare il pericolo di guerra, si offrì di tornare alla Società delle Nazioni, firmare un patto aereo per mettere fuori legge i bombardamenti come mezzo di guerra e un patto di non aggressione con la Francia, se le altre potenze avessero accettato la rimilitarizzazione. Nel suo discorso al Reichstag, Hitler iniziò con una lunga denuncia del Trattato di Versailles, definendolo ingiusto per la Germania; affermò di essere un uomo di pace, di non volere la guerra con nessuno e sostenne di star solo cercando l'"uguaglianza" per la Germania, ribaltando pacificamente il trattato "sleale" di Versailles. Hitler affermò che non era giusto che, a causa di Versailles, una parte della Germania dovesse rimanere smilitarizzata, mentre in ogni altra nazione del mondo un governo avrebbe potuto inviare le sue truppe ovunque all'interno dei suoi confini, e sostenne che tutto quello che voleva era l'"uguaglianza" per la Germania. Ribadì anche che sarebbe stato disposto ad accettare la continua smilitarizzazione della Renania, come Stresemann aveva promesso a Locarno nel 1925 come prezzo per la pace, se non fosse stato per il patto franco-sovietico del 1935, ritenuto una minaccia per la Germania, motivo per cui non fu data altra scelta che rimilitarizzare la Renania. Attento all'opinione pubblica estera, Hitler precisò che la rimilitarizzazione non era destinata a minacciare alcuna specifica Nazione; era invece, a suo dire, solo una misura difensiva imposta alla Germania da quelle che egli sosteneva fossero le azioni minacciose della Francia e dell'Unione Sovietica. Alcune persone all'estero accettarono l'affermazione secondo la quale Hitler era stato costretto ad agire in questo modo a causa del patto franco-sovietico. L'ex primo ministro britannico David Lloyd George indicò nella Camera dei Comuni che le azioni di Hitler, sulla scia del patto franco-sovietico, erano pienamente giustificate e che, se non avesse protetto il suo paese, avrebbe potuto essere considerato un traditore.
Mentre le truppe tedesche marciavano dentro Colonia, una vasta folla trionfante si formò spontaneamente per salutare i soldati, lanciando fiori sulla Wehrmacht; contemporaneamente, sacerdoti cattolici offrivano la loro benedizione ai militari. Inoltre, il cardinale Karl Joseph Schulte di Colonia celebrò una Messa nel Duomo di Colonia per ringraziare Hitler di aver "rimandato il nostro esercito". In Germania, la notizia della rimilitarizzazione della Renania fu accolta con celebrazioni sfrenate in tutto il paese; lo storico britannico sir Ian Kershaw scrisse, nel marzo 1936: "Le persone erano fuori di sé per la gioia. [...] Era quasi impossibile non essere catturati dall'umore contagioso della gioia." Il regime nazista raggiunse una popolarità paragonabile a quella del marzo 1936 solo con la vittoria sulla Francia nel giugno 1940. Rapporti del Sopade nella primavera del 1936 evidenziarono come moltissimi, un tempo socialdemocratici e oppositori dei nazisti nella classe operaia, approvassero pienamente la rimilitarizzazione e come molti, che sotto la Repubblica di Weimar si erano opposti ai nazisti, stessero ora iniziando a sostenerli.

Per sfruttare la grande popolarità della rimilitarizzazione, il 29 marzo 1936 Hitler indisse un referendum in cui la maggioranza degli elettori tedeschi espresse la sua approvazione per la rimilitarizzazione. Durante le tappe della sua campagna per ottenere il voto favorevole, Hitler venne accolto da enormi folle che urlavano la loro approvazione della sua sfida a Versailles. Kershaw scrisse che il 99% dei ja (sì) al referendum era inverosimilmente elevato, ma era evidente che la stragrande maggioranza degli elettori avesse realmente deciso di votare a favore della proposta di rimilitarizzazione. Il giornalista americano William L. Shirer scrisse sulle elezioni del 1936: 
All'indomani della rimilitarizzazione, la crisi economica, che aveva così danneggiato la popolarità del regime nazionalsocialista, venne dimenticata da quasi tutti. Dopo il trionfo della Renania, la fiducia in se stesso di Hitler salì a nuove vette e coloro che lo conoscevano bene affermarono che, dopo il marzo 1936, si verificò un vero cambiamento psicologico: Hitler era assolutamente convinto della sua infallibilità, in un modo che non lo era stato precedentemente.

### Francia

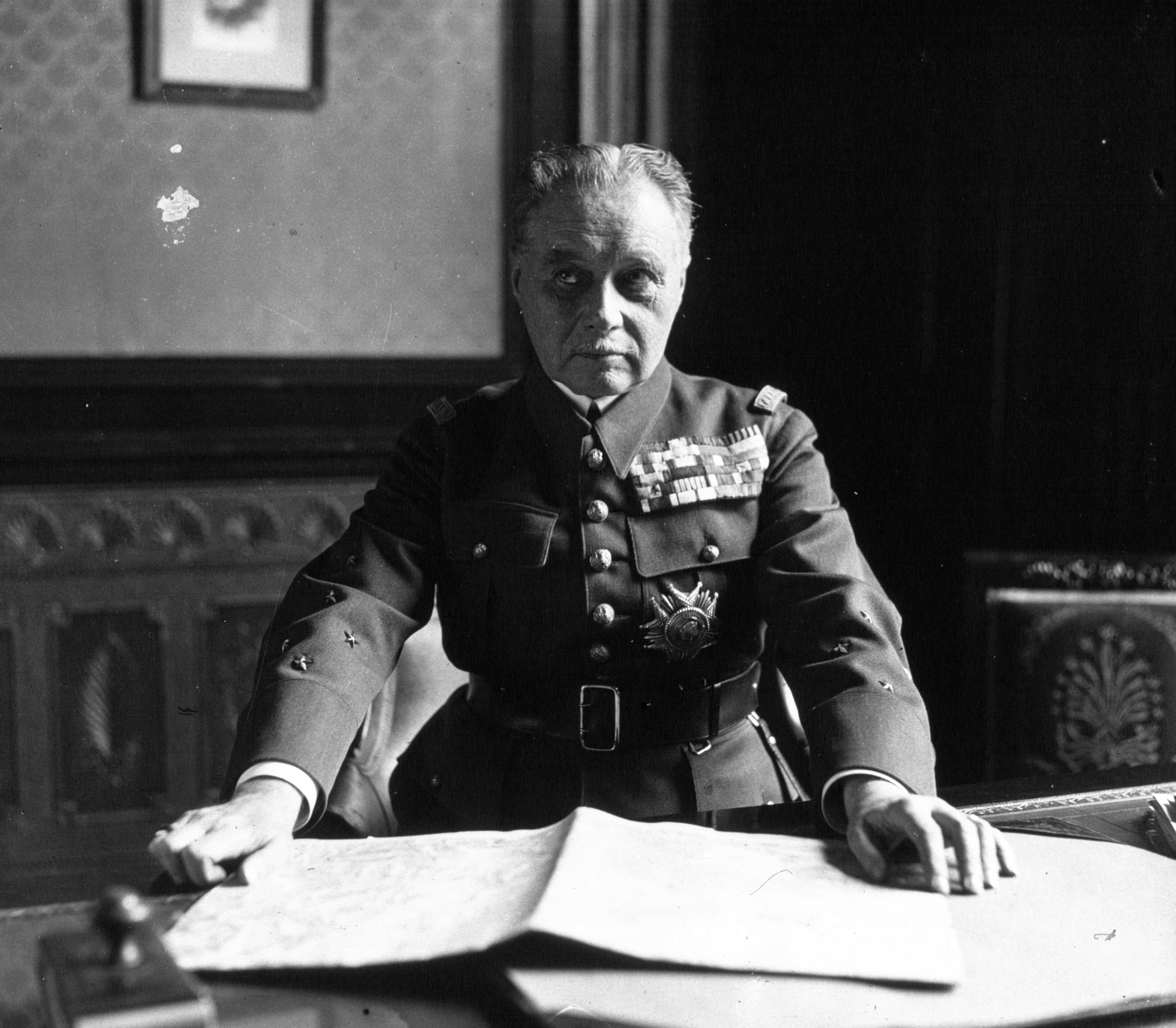
Il maresciallo Maurice Gamelin, capo di stato maggiore francese, 1936.

Gli storici che scrissero senza poter accedere agli archivi francesi (resi disponibili solo dalla metà degli anni '70), come William L. Shirer nei suoi libri Storia del Terzo Reich (1960) e Il crollo della Terza Repubblica (1969), sostennero che la Francia, pur avendo in quel momento forze armate superiori rispetto alla Germania, si considerava psicologicamente impreparata a usare la forza contro quest'ultima, anche dopo un'eventuale mobilitazione di 100 divisioni di fanteria. Shirer citò la cifra di 100 divisioni francesi contro i 19 battaglioni tedeschi in Renania. Le azioni della Francia durante la crisi della Renania sono state spesso utilizzate a supporto della tesi della décadence, secondo cui, nel periodo tra le due guerre, la presunta decadenza dello stile di vita francese fece degenerare fisicamente e moralmente il popolo francese, al punto che i francesi divennero incapaci di resistere a Hitler, trovando in qualche modo giustificazione nella sconfitta del 1940. Shirer scrisse che i francesi avrebbero potuto facilmente respingere i battaglioni tedeschi dalla Renania, non essendo, nel 1936, il popolo francese "affondato nel disfattismo". Gli storici, come lo storico americano Stephen A. Schuker, che hanno esaminato le relative fonti primarie francesi, hanno respinto le affermazioni di Shirer, ritenendo che un importante fattore paralizzante per la politica francese fosse la situazione economica. Il massimo ufficiale militare francese, il generale Maurice Gamelin, informò il governo francese che l'unico modo per rimuovere i tedeschi dalla Renania era mobilitare l'esercito francese, azione che non solo sarebbe stata impopolare, ma sarebbe anche costata al tesoro francese 30 milioni di franchi al giorno. Gamelin ipotizzò uno scenario peggiore in cui un trasferimento francese nella Renania avrebbe innescato una guerra totale franco-tedesca, evenienza che avrebbe richiesto la mobilitazione totale. L'analisi di Gamelin venne supportata dal ministro della Guerra, il generale Louis Maurin, il quale dichiarò al governo che era inconcepibile che la Francia potesse invertire la rimilitarizzazione tedesca senza una piena mobilitazione. Ciò era particolarmente vero poiché il Deuxième Bureau aveva seriamente esagerato il numero di soldati tedeschi in Renania, inviando un rapporto al governo francese in cui stimava la presenza di ben 295 000 soldati. Il Deuxième Bureau era giunto a questa stima contando tutte le formazioni delle SS, delle SA e della Landespolizei, considerandole come truppe regolari; pertanto, i francesi credettero che solo una mobilitazione totale avrebbe consentito alla Francia di avere abbastanza soldati per espellere i presunti 295 000 soldati tedeschi dalla Renania. Ma in realtà ve ne erano solo 3 000 Lo storico francese Jean-Baptiste Duroselle ha accusato Gamelin di aver distorto l'intelligence del Deuxième Bureau nella sua relazione al governo, equiparando le unità delle SS, delle SA e della Landespolizei a truppe totalmente addestrate, al fine di giustificare l'inazione. La veritiera affermazione di Neurath, secondo cui la Germania aveva inviato solo 19 battaglioni nella Renania, venne respinta da Gamelin, che la considerò uno stratagemma per consentire ai tedeschi di sostenere di non aver commesso una "flagrante violazione" del patto di Locarno, evitando così che fosse invocato contro la Germania. Gamelin affermò anche che Hitler non avrebbe mai rischiato una guerra inviando una forza così esigua nella Renania.

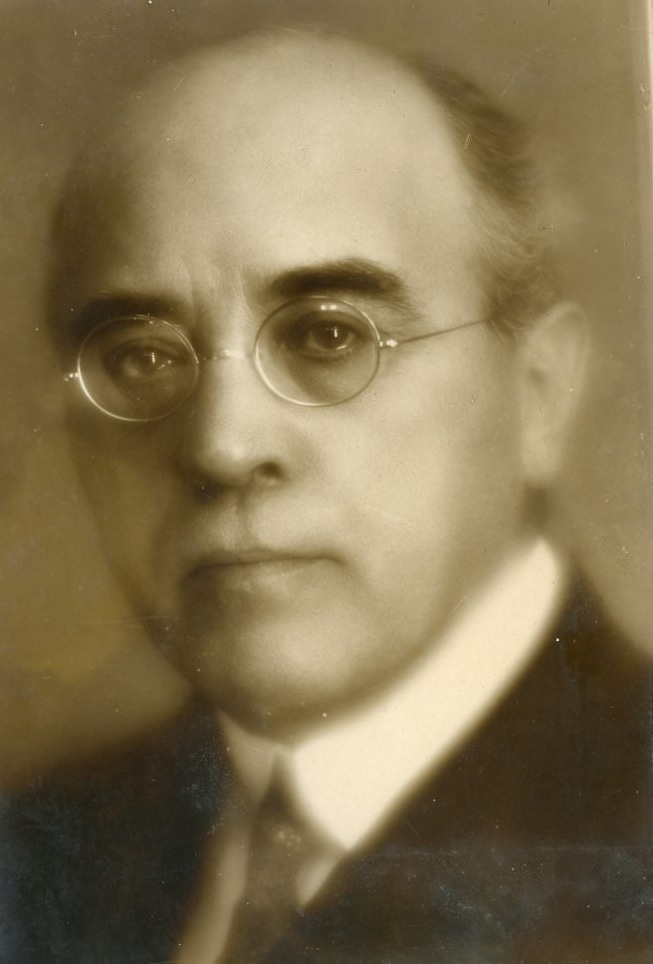
Albert Sarraut, il premier francese al tempo della crisi.

Contemporaneamente, tra la fine del 1935 e l'inizio del 1936, la Francia fu colpita da una crisi finanziaria: il Tesoro francese informò il governo che non esistevano più riserve di liquidità sufficienti a mantenere il valore del franco, come stabilito dal sistema aureo in relazione al dollaro USA e alla sterlina britannica, e che solo un ingente prestito estero sui mercati monetari di Londra e New York avrebbe potuto impedire al valore del franco un crollo disastroso. Poiché la Francia era prossima alle elezioni, previste per la primavera del 1936, la svalutazione del franco, considerata inaccettabile da ampi settori dell'opinione pubblica francese, venne respinta dal governo tecnico del premier Albert Sarraut in quanto politicamente impraticabile. I timori degli investitori di una guerra con la Germania non favorivano la raccolta dei prestiti necessari per stabilizzare il franco e la rimilitarizzazione tedesca della Renania, alimentando i timori di un conflitto, peggiorò la crisi economica francese, provocando un massiccio deflusso di capitali dalla Francia, con investitori preoccupati che spostarono i loro risparmi verso mercati esteri ritenuti più sicuri. Il pregresso inadempimento francese sui debiti della prima guerra mondiale nel 1932 portò comprensibilmente la maggior parte degli investitori a ritenere che lo stesso si sarebbe ripetuto qualora la Francia fosse stata coinvolta in un'altra guerra con la Germania. Il 18 marzo 1936, Wilfrid Baumgartner, direttore del Mouvement général des fonds (l'equivalente francese di un sottosegretario permanente), riferì al governo che la Francia era, a tutti gli effetti, in bancarotta. Solo grazie a un disperato intervento delle principali istituzioni finanziarie francesi, Baumgartner riuscì a ottenere prestiti a breve termine sufficienti a impedire alla Francia di dichiarare bancarotta e a evitare un'eccessiva svalutazione del franco nel marzo 1936. Data la crisi finanziaria, il governo francese temette che non vi fossero fondi sufficienti a coprire i costi della mobilitazione e che un allarme bellico causato dalla mobilitazione non avrebbe fatto altro che esacerbare la crisi finanziaria. Lo storico americano Zach Shore scrisse: «Non fu la mancanza di volontà francese di combattere nel 1936 che permise il colpo di Hitler, ma piuttosto la mancanza di fondi, della potenza militare e, di conseguenza, dei piani operativi della Francia per contrastare la rimilitarizzazione tedesca».
Un ulteriore problema per i francesi era rappresentato dalle condizioni dellArmée de l'Air. Il Deuxième Bureau riferì che la Luftwaffe aveva sviluppato velivoli ben più avanzati di quelli in dotazione all'aeronautica francese e che la maggiore produttività dell'industria tedesca, unitamente a un'economia tedesca considerevolmente più grande, aveva conferito alla Luftwaffe un vantaggio numerico di tre a uno. I problemi di produttività nell'industria aeronautica francese implicavano che l'aviazione francese avrebbe avuto notevoli difficoltà a sostituire le perdite in caso di combattimento con la Luftwaffe. Pertanto, l'élite militare francese riteneva che, in caso di guerra, la Luftwaffe avrebbe dominato i cieli, attaccando le truppe francesi in marcia nella Renania e bombardando persino le città francesi. Un'ulteriore criticità per i francesi risiedeva nelle strategie politiche degli stati del cordon sanitaire. Dal 1919, era accettata la necessità per la Francia di un sistema di alleanze nell'Europa orientale per garantire un apporto di risorse umane aggiuntive (la popolazione tedesca era una volta e mezza quella francese) e per aprire un fronte orientale contro il Reich. Senza gli stati del cordon sanitaire, si riteneva impossibile per la Francia sconfiggere la Germania. Solo la Cecoslovacchia si dichiarò fermamente intenzionata a entrare in guerra con la Germania qualora la Francia avesse marciato in Renania. Polonia, Romania e Jugoslavia indicarono tutte che sarebbero entrate in guerra solo se i soldati tedeschi avessero invaso il territorio francese. L'opinione pubblica francese e i giornali si dimostrarono largamente ostili alla mossa tedesca, ma in pochi invocarono la guerra. La maggior parte dei giornali francesi sollecitò la Società delle Nazioni a imporre sanzioni al Reich, al fine di infliggere costi economicamente paralizzanti tali da costringere l'esercito tedesco a ritirarsi dalla Renania, e invocò la necessità per la Francia di stringere nuove alleanze e rafforzare quelle esistenti, per prevenire ulteriori atti di sfida tedeschi allo status quo internazionale. Uno dei pochi giornali a sostenere la Germania fu il monarchico L'Action Française, titolando in prima pagina: "La Repubblica ha assassinato la pace!", e argomentando che la mossa tedesca fosse giustificata dal patto franco-sovietico. All'estremo ideologico opposto, i comunisti rilasciarono una dichiarazione in cui invocavano l'unità nazionale contro "coloro che ci avrebbero portato alla carneficina", identificati con la "cricca di Laval", colpevole di voler spingere verso una guerra contro la Germania, considerata vantaggiosa per il capitalismo.

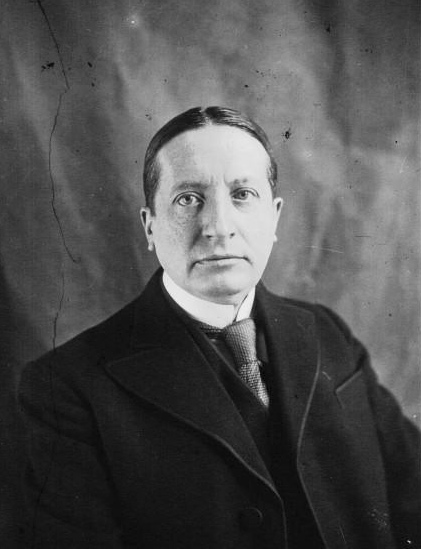
Georges Mandel nel 1932. Il combattivo conservatore Mandel fu l'unico ministro francese a sostenere la guerra in risposta alla rimilitarizzazione.

Dopo aver appreso della mossa tedesca, il governo francese rilasciò una dichiarazione che suggeriva con forza l'azione militare come possibile opzione. Dalle 9:30 fino a mezzogiorno del 7 marzo 1936, si svolse una riunione del governo francese per discutere il da farsi; si stabilì che il ministro degli Esteri francese, Pierre-Étienne Flandin, avrebbe dovuto incontrare gli ambasciatori delle altre potenze di Locarno per discutere la loro reazione. Georges Mandel fu l'unica voce all'interno del governo francese a chiedere un'immediata marcia della Francia nella Renania per espellere le truppe tedesche, a prescindere dai costi. Più tardi, lo stesso giorno, venne convocata un'ulteriore riunione di governo con il segretario generale Alexis St. Leger, in rappresentanza del Quai d'Orsay, e il maresciallo Maurice Gamelin, in rappresentanza delle forze armate. Entrambi convennero di rilasciare una dichiarazione in cui la Francia si riservava ogni opzione per opporsi alla rimilitarizzazione. Flandin, dopo essere venuto a conoscenza della rimilitarizzazione, si recò immediatamente a Londra per consultarsi con il primo ministro britannico Stanley Baldwin, auspicando, per ragioni di politica interna, di poter trasferire la responsabilità della mancata azione sull'Inghilterra. Baldwin chiese a Flandin quali fossero le intenzioni del governo francese, ma Flandin replicò che non avevano ancora preso una decisione. Ritornato a Parigi, Flandin chiese al governo francese quale dovesse essere la loro risposta. I ministri concordarono che "la Francia avrebbe messo tutte le sue forze militari a disposizione della Società delle Nazioni per contrastare la violazione dei trattati". L'8 marzo 1936, il primo ministro Albert Sarraut dichiarò alla radio francese: "In nome del governo francese, dichiaro che intendiamo vedere mantenuta quella essenziale garanzia di sicurezza francese e belga, controfirmata dai governi inglese e italiano, costituita dal Trattato di Locarno. Non siamo disposti a permettere che Strasburgo venga presa di mira dai cannoni tedeschi". Contestualmente, il governo francese decise: "Metteremo tutte le nostre forze, materiali e morali, a disposizione della Società delle Nazioni [...] all'unica condizione di essere accompagnati nella lotta per la pace da coloro che sono chiaramente vincolati a farlo dal patto della Renania". In altre parole, la Francia avrebbe agito contro la Germania solo se sia la Gran Bretagna sia l'Italia avessero fatto altrettanto.

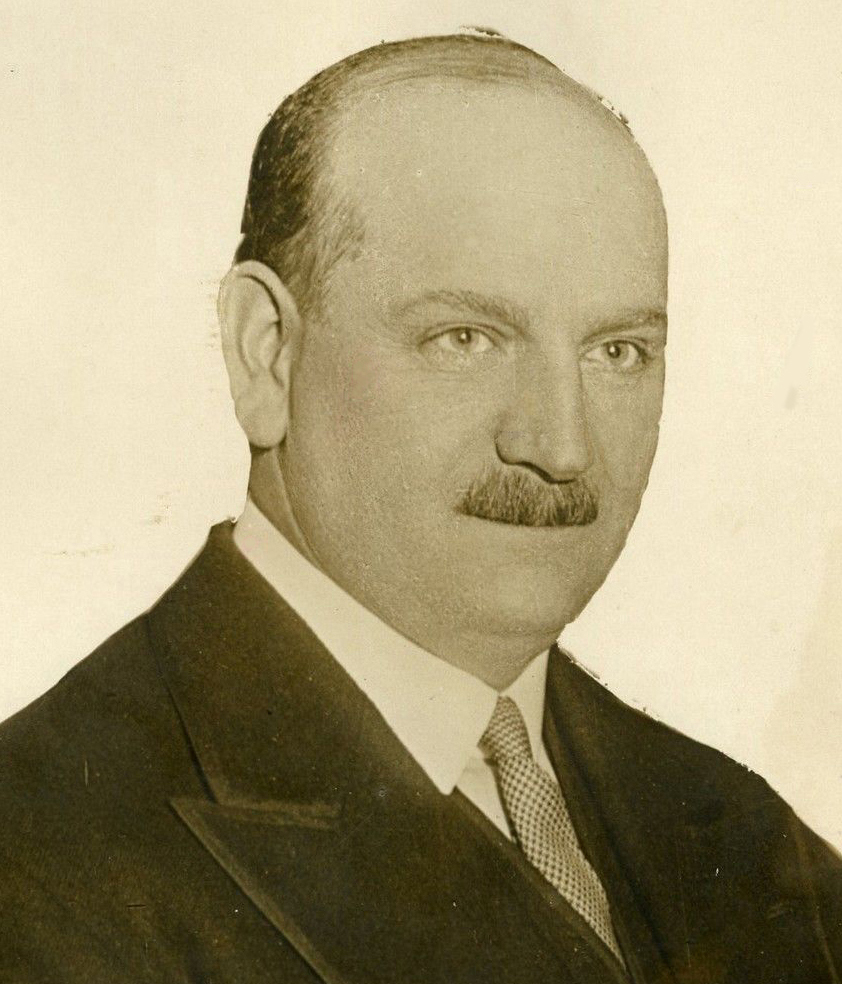
Pierre-Étienne Flandin, ministro degli Esteri francese, al momento della crisi.

Poiché il governo francese aveva escluso la mobilitazione e la guerra come reazione al colpo di mano di Hitler in Renania, principalmente per ragioni economiche, si determinò che la strategia più efficace fosse sfruttare la crisi per ottenere il cosiddetto "impegno continentale": un vincolo formale da parte britannica a dispiegare significative forze terrestri a difesa del suolo francese, paragonabile allo sforzo bellico della Prima Guerra Mondiale.. La strategia di Flandin sottintendeva chiaramente agli inglesi la disponibilità francese a entrare in guerra per la Renania, confidando nel timore britannico che i loro obblighi derivanti dagli accordi di Locarno li trascinassero in un conflitto con la Germania per una questione che divideva l'opinione pubblica britannica. Flandin, pertanto, prevedeva che Londra avrebbe esercitato pressioni su Parigi per la "moderazione"; il prezzo di tale "moderazione" francese di fronte alla rimilitarizzazione della Renania – una palese violazione dei trattati di Versailles e Locarno – sarebbe stato proprio l'"impegno continentale" britannico, un legame indissolubile tra la sicurezza britannica e quella francese, concretizzato nell'invio di un nuovo e consistente corpo di spedizione britannico in difesa della Francia da un'eventuale aggressione tedesca.
Durante la sua visita a Londra per consultarsi con il Primo Ministro britannico Stanley Baldwin e il Ministro degli Esteri Anthony Eden, Flandin inscenò quella che lo storico canadese Robert J. Young definì "la performance di una vita": espresse con veemenza la sua indignazione per la mossa tedesca, dichiarò apertamente la disponibilità francese a entrare in guerra e criticò aspramente gli appelli britannici alla "moderazione" francese. Tuttavia, non offrì alcuna iniziativa concreta per la sécurité francese. Come Flandin aveva previsto, Eden si oppose a un'azione militare e insistette sulla "moderazione" francese. Ignari delle reali intenzioni di Flandin, gli ufficiali francesi sollecitarono il governo a chiedergli di moderare i toni. Di fronte alle tattiche di Flandin, il 19 marzo 1936 il governo britannico rilasciò una dichiarazione vaga, legando la sicurezza britannica a quella francese e, per la prima volta dalla Prima Guerra Mondiale, accettò colloqui bilaterali anglo-francesi, sebbene di portata limitata. Nonostante la delusione per le offerte britanniche, ritenute insufficienti, i francesi considerarono le promesse di sostegno ottenute nel 1936 un risultato utile, soprattutto considerando che la mobilitazione per ragioni economiche non era un'opzione praticabile all'epoca. Funzionari francesi come il directeur politique del Quai d'Orsay, René Massigli, convinti che un'alleanza anglo-francese fosse la strategia migliore per contenere l'espansionismo tedesco, espressero profonda delusione per la riluttanza britannica a fare di più per la sécurité francese. In un rapporto a Flandin, Massigli avvertì che l'accettazione francese della rimilitarizzazione avrebbe spinto Polonia, Jugoslavia e Romania verso l'influenza tedesca, mentre la Cecoslovacchia si sarebbe sforzata di rimanere fedele all'alleanza del 1924 con la Francia, prevedendo che l'annessione austriaca da parte della Germania sarebbe stata solo una questione di tempo. Massigli sottolineò, in particolare, che la fortificazione della Renania da parte dei tedeschi avrebbe dato loro carta bianca per espandersi in Europa orientale. Nel tentativo di ottenere maggiori "impegni continentali", uno degli obiettivi principali della politica estera francese dal 1919, Gamelin comunicò all'addetto militare britannico:
In questo contesto cruciale, il generalissimo dell'esercito francese, Maurice Gamelin, comunicò al governo francese che, in caso di conflitto con la Germania, la Francia non sarebbe stata in grado di ottenere una vittoria in una guerra prolungata senza il sostegno militare britannico. Il governo francese, tenendo presenti le imminenti elezioni politiche, optò per non procedere con la mobilitazione generale dell'esercito. La rimilitarizzazione segnò la perdita definitiva dell'ultimo strumento di pressione che la Francia esercitava sulla Germania, vanificando la sicurezza ottenuta con il Trattato di Versailles. Infatti, la smilitarizzazione della Renania consentiva alla Francia di rioccupare agevolmente l'area e di minacciare l'importante bacino industriale della Ruhr, rendendolo vulnerabile a un'invasione qualora la Francia avesse percepito una minaccia significativa da parte tedesca.

### Regno Unito
"Scrivendo delle relazioni tra Hitler e i suoi generali nei primi mesi del 1936, lo storico americano J. T. Emerson osservò: "In effetti, in nessun momento durante i dodici anni di esistenza del Terzo Reich Hitler intrattenne rapporti più amichevoli con i suoi generali che nel 1935 e nel 1936. Durante questi anni, non c'era niente come una resistenza militare organizzata alla politica di partito". Tuttavia, nel prosieguo della seconda guerra mondiale, malgrado la crescente disperazione della situazione tedesca dal 1942 in poi e una serie di sconfitte sempre più gravi, la stragrande maggioranza della Wehrmacht rimase leale al regime nazista, continuando a combattere strenuamente per esso fino alla sua distruzione nel 1945 (con la sola eccezione del putsch del 20 luglio 1944, in cui si ribellò solo una minoranza della Wehrmacht, mentre la maggioranza rimase fedele). La determinazione della Wehrmacht nel continuare a combattere e a morire per il regime nazionalsocialista, pur con la Germania in chiara difficoltà bellica dal 1943, riflette il profondo radicamento del nazionalsocialismo nella maggior parte della Wehrmacht stessa. Inoltre, è stato sottolineato come gli alti ufficiali della Wehrmacht fossero figure profondamente corrotte, beneficiarie di ingenti tangenti da parte di Hitler in cambio della loro fedeltà. Nel 1933, Hitler aveva istituito un fondo nero denominato Konto 5, gestito da Hans Lammers, destinato all'elargizione di tangenti a ufficiali di alto rango e funzionari pubblici in cambio della loro lealtà al regime nazionalsocialista. Considerata la profonda devozione della Wehrmacht al regime nazionalsocialista e la corruzione dei suoi vertici, appare altamente improbabile che la Wehrmacht si sarebbe rivoltata contro il suo stesso Führer qualora fosse stata costretta a ritirarsi dalla Renania nel 1936.

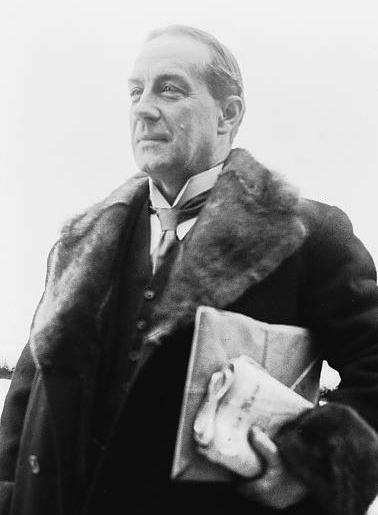
Il primo ministro Stanley Baldwin, data sconosciuta.

Il primo ministro Stanley Baldwin dichiarò, con commozione, che la Gran Bretagna non disponeva delle risorse necessarie per far rispettare le garanzie del trattato e che, in ogni caso, l'opinione pubblica non avrebbe sostenuto l'impiego della forza militare. I capi di stato maggiore britannici avevano avvertito che una guerra con la Germania era sconsigliabile, in quanto i drastici tagli imposti dalla "Ten Year Rule", unitamente al fatto che il riarmo era iniziato solo nel 1934, implicavano che il massimo contributo britannico in caso di conflitto sarebbe stato l'invio in Francia, dopo tre settimane di preparazione, di due divisioni con equipaggiamento obsoleto. Inoltre, a Whitehall si temeva che, se la Gran Bretagna fosse entrata in guerra con la Germania, il Giappone, che dal 1931, con la conquista della Manciuria ai danni della Cina, si era autoproclamato unica potenza in Estremo Oriente, avrebbe potuto approfittare della situazione per avviare la conquista delle colonie asiatiche britanniche.
Il ministro degli Esteri britannico, Anthony Eden, sollecitò la Francia ad astenersi da azioni militari e si oppose a sanzioni finanziarie o economiche contro la Germania. Incontrò immediatamente l'ambasciatore francese Charles Corbin per esortarlo alla moderazione. Eden auspicava che la Germania ritirasse la maggior parte delle truppe, lasciandone solo una presenza simbolica, coerente con quanto inizialmente dichiarato, e che si procedesse poi a una rinegoziazione. Un fattore determinante nella politica britannica fu la mancanza di sostegno da parte dei Dominion. Gli Alti Commissari dei Dominion a Londra, in particolare quelli di Sudafrica e Canada, espressero chiaramente la loro contrarietà a un intervento bellico per ripristinare lo status di smilitarizzazione della Renania, sottolineando che la Gran Bretagna si sarebbe trovata ad agire isolatamente in tal caso. Lo storico americano Gerhard Weinberg scrisse che "[...] entro il 13 marzo 1936 i dominion britannici, in particolare l'Unione del Sudafrica e il Canada, non avrebbero sostenuto l'Inghilterra in caso di guerra. Il governo sudafricano, in particolare, si impegnò a sostenere la posizione tedesca presso Londra e gli altri governi dei Dominion". Sia il primo ministro sudafricano, il generale J. B. M. Hertzog, sia il primo ministro canadese, William Lyon Mackenzie King, dovevano considerare le proprie circoscrizioni elettorali: rispettivamente gli afrikaner e i franco-canadesi, molti dei quali profondamente contrari a combattere un'altra "guerra britannica" contro la Germania. Di conseguenza, sia Hertzog che Mackenzie King propendevano per la pacificazione come la strategia migliore per evitare tale conflitto. Entrambi avrebbero preferito evitare la difficile scelta tra la lealtà all'Impero Britannico e la gestione di un elettorato anti-britannico in caso di guerra. Dalla crisi di Çanakkale del 1922, la Gran Bretagna era consapevole che il sostegno dei Dominion non era più automatico e, memore del loro contributo alla vittoria del 1918, non poteva considerare di affrontare un'altra grande guerra senza il loro appoggio. Il Ministero degli Esteri britannico, dal canto suo, manifestò frustrazione per l'iniziativa unilaterale di Hitler, che precludeva la possibilità di negoziare la questione. Come si legge in una nota del Ministero: "Hitler ci ha privato della possibilità di fare una concessione che altrimenti avrebbe potuto rappresentare un utile elemento negoziale nei colloqui generali con la Germania che avevamo pianificato di avviare". La crisi della Renania acuì il dissenso tra Eden, che riteneva le proposte di Hitler nel suo discorso del 7 marzo 1936 una base per un "accordo generale" con la Germania, e Vansittart, convinto della malafede di Hitler nei negoziati. Eden e Vansittart avevano già avuto divergenze durante la crisi abissina: Eden sosteneva le sanzioni contro l'Italia, mentre Vansittart auspicava un'alleanza con l'Italia contro la Germania. Vansittart riteneva impraticabile un "accordo generale" con Hitler e considerava prioritario rafforzare i legami con la Francia per contrastare la Germania. Il germanofobo Vansittart provava avversione per i tedeschi, in particolare per i nazisti, che considerava una minaccia per la civiltà. Sebbene avesse appoggiato gli sforzi di Eden per disinnescare la crisi della Renania, data la fase iniziale del riarmo britannico, Vansittart, da convinto francofilo, sollecitava il governo a cogliere l'occasione per avviare una vera e propria alleanza militare con la Francia contro la Germania. Nella primavera del 1936, Vansittart era persuaso dell'impossibilità di un "accordo generale" con la Germania e della volontà di Hitler di conquistare il mondo. Un funzionario del Ministero degli Esteri, Owen O'Malley, propose di lasciare alla Germania "carta bianca in Oriente" (ovvero accettare la conquista tedesca dell'Europa orientale) in cambio della promessa tedesca di rispettare lo status quo nell'Europa occidentale. Vansittart commentò che permettere alla Germania di conquistare l'Europa orientale avrebbe significato «la scomparsa della libertà e della democrazia in Europa». Al contrario, Eden riteneva che gli interessi britannici fossero limitati all'Europa occidentale e non condivideva le preoccupazioni di Vansittart sulle presunte mire espansionistiche di Hitler. Né Eden, né il resto del Consiglio dei Ministri, né la maggioranza dell'opinione pubblica britannica condividevano la convinzione di Vansittart che la Gran Bretagna non potesse permettersi di ignorare la situazione dell'Europa orientale.
Nonostante l'accettazione britannica di colloqui bilaterali con i francesi come prezzo per la "moderazione" francese, molti ministri nutrivano insoddisfazione verso tali incontri. Il Segretario degli Interni Sir John Simon espresse in una lettera a Eden e Baldwin il timore che i colloqui di stato maggiore con la Francia successivi alla rimilitarizzazione della Renania avrebbero indotto i francesi a credere che:
In seguito alle riserve espresse da Simon, il Regno Unito interruppe i colloqui di stato maggiore con la Francia dopo soli cinque giorni. Questi ripresero solo nel febbraio 1939, in seguito al timore di un attacco tedesco all'Olanda nel gennaio dello stesso anno. Oltre all'opposizione interna al governo, i colloqui di stato maggiore anglo-francesi suscitarono accese critiche da parte di David Lloyd George e della stampa. Il Daily Mail, ad esempio, pubblicò un editoriale riguardante "accordi militari che ci obbligheranno a intervenire in conflitti su richiesta altrui". Parallelamente, l'ambasciatore straordinario di Hitler, Joachim von Ribbentrop, avvertì Baldwin ed Eden che la Germania considerava i colloqui di stato maggiore anglo-francesi una "minaccia esistenziale", sottolineando che la loro continuazione avrebbe posto fine a qualsiasi speranza di un "accordo generale" con la Germania. Tuttavia, la dichiarazione britannica, che collegava in termini ambigui la sicurezza britannica alla sécurité francese, non fu ritrattata per timore di compromettere irrimediabilmente le relazioni anglo-francesi. Lo storico britannico A. J. P. Taylor osservò che ciò implicava che, in caso di conflitto franco-tedesco, la dichiarazione del 19 marzo 1936 avrebbe fornito alla Gran Bretagna un forte motivo morale per intervenire a fianco della Francia.
Fino alla dichiarazione di Neville Chamberlain del 31 marzo 1939, che offriva la "garanzia" alla Polonia, la sola obbligazione di sicurezza britannica nell'Europa orientale era rappresentata dal Patto della Società delle Nazioni. Tuttavia, il sistema di alleanze francesi in Europa orientale, il cosiddetto Cordon sanitaire, implicava che un attacco tedesco a uno degli alleati orientali della Francia avrebbe potuto scatenare un conflitto franco-tedesco. Inoltre, in virtù della dichiarazione del 19 marzo 1936, una guerra franco-tedesca avrebbe esercitato una forte pressione sul Regno Unito affinché intervenisse a fianco della Francia. Ciò era particolarmente vero poiché, a differenza degli accordi di Locarno, dove la Gran Bretagna si impegnava a difendere la Francia solo in caso di aggressione tedesca, la dichiarazione britannica del 19 marzo, nel tentativo di mantenere la massima vaghezza, affermava semplicemente che la Gran Bretagna considerava la sicurezza francese un interesse nazionale vitale, senza distinguere tra un attacco tedesco alla Francia e un intervento francese contro la Germania in risposta a un attacco tedesco a un membro del cordon sanitaire. Pertanto, la dichiarazione britannica del marzo 1936 offriva non solo un impegno britannico diretto a difendere la Francia (sebbene formulato in termini estremamente ambigui), ma anche, indirettamente, gli stati dell'Europa orientale del cordon sanitaire. Di conseguenza, il governo britannico si trovò coinvolto nella crisi centroeuropea del 1938, poiché l'alleanza franco-cecoslovacca del 1924 significava che un conflitto tra Germania e Cecoslovacchia si sarebbe automaticamente trasformato in una guerra franco-tedesca. Proprio a causa di questo impegno indiretto per la sicurezza, gli inglesi si ritrovarono coinvolti nella crisi dell'Europa centrale del 1938, nonostante la diffusa percezione che la disputa tra Germania e Cecoslovacchia non riguardasse direttamente la Gran Bretagna.
Durante una seduta del Comitato Affari Esteri della Camera dei Comuni il 12 marzo, Winston Churchill, un parlamentare conservatore non di primo piano, propose un'azione coordinata anglo-francese sotto l'egida della Società delle Nazioni per sostenere la Francia nel contrastare la rimilitarizzazione della Renania, iniziativa che però non ebbe seguito. Il 6 aprile, in riferimento alla rimilitarizzazione, Churchill affermò: "La costruzione di una linea di fortificazioni lungo il confine francese permetterà di liberare truppe tedesche su quel fronte, consentendo alle forze principali di aggirare il Belgio e l'Olanda", anticipando con precisione la successiva campagna di Francia.

### Belgio
Il Belgio aveva stipulato un'alleanza con la Francia nel 1920, ma in seguito alla rimilitarizzazione optò nuovamente per la neutralità. Il 14 ottobre 1936, re Leopoldo III del Belgio dichiarò in un discorso:
I vertici tedeschi erano consapevoli che né la Gran Bretagna né la Francia avrebbero violato la neutralità belga; pertanto, la dichiarazione belga implicava che non sussisteva più il rischio di un'offensiva alleata sul fronte occidentale qualora la Germania avesse intrapreso un nuovo conflitto, dato che i tedeschi stavano costruendo la linea Sigfrido lungo il confine francese. Per contro, analogamente al periodo antecedente il 1914, i leader tedeschi erano fin troppo inclini a violare la neutralità belga. La neutralità belga precludeva colloqui di stato maggiore tra l'esercito belga e quelli di altre nazioni. Ciò significò che, al momento dell'invasione tedesca del Belgio nel 1940, non esistevano piani per coordinare i movimenti delle forze belghe con quelle francesi e britanniche, conferendo ai tedeschi un vantaggio nella loro offensiva.

### Polonia
La Polonia comunicò che avrebbe rispettato l'accordo militare franco-polacco siglato nel 1921, sebbene il trattato prevedesse l'intervento polacco solo in caso di invasione francese. Contemporaneamente alle rassicurazioni del colonnello Beck all'ambasciatore francese Léon Noël riguardo all'impegno nell'alleanza e alla disponibilità polacca a sostenere la Francia, egli comunicò all'ambasciatore tedesco, conte Hans-Adolf von Moltke, che, non essendoci intenzione di invasione francese da parte della Germania, l'alleanza franco-polacca non sarebbe entrata in vigore e la Polonia non avrebbe intrapreso alcuna azione in caso di intervento francese. Beck volle chiarire a Moltke che la Polonia non era autorizzata a sottoscrivere Locarno, che non sarebbe entrata in guerra per Locarno e che, in quanto uno degli artefici del patto di non aggressione tedesco-polacco del 1934, nutriva sentimenti amichevoli verso il Reich. Il 9 marzo, Beck precisò a Moltke che la promessa di intervento a fianco della Francia era "praticamente priva di effetti", essendo subordinata all'ingresso di truppe tedesche in Francia. Weinberg scrisse che la "doppiezza" di Beck durante la crisi renana, manifestata nel fornire differenti versioni degli intenti polacchi agli ambasciatori tedesco e francese, "[...] non giovò alla reputazione personale di Beck e comportò notevoli rischi [...]" per la Polonia. La Polonia acconsentì a mobilitare le proprie forze qualora la Francia avesse intrapreso l'azione per prima, ma si astenne dal votare contro la rimilitarizzazione nel Consiglio della Società delle Nazioni.

### Stati Uniti
Durante la crisi della Renania, il governo isolazionista americano adottò una rigida politica di "non intervento", astenendosi da qualsiasi azione. In quel periodo critico, il presidente Franklin D. Roosevelt si recò in Florida per una prolungata battuta di pesca, una mossa "diplomaticamente opportuna" per evitare le insistenti domande dei giornalisti sulle intenzioni della sua amministrazione riguardo alla crisi europea. Il pensiero dominante all'interno del governo statunitense trovò espressione nelle parole di Truman Smith, addetto militare americano a Berlino, il quale sostenne che Hitler mirava unicamente a porre fine all'egemonia francese in Europa, non all'annientamento della Francia come potenza. Il rapporto di Smith concludeva: "Versailles è morta. Potrebbe verificarsi una catastrofe tedesca e una nuova Versailles, ma non sarà la stessa Versailles che, con le sue dure condizioni, ha generato instabilità e risentimento in Europa fin dal 1920".

### Unione Sovietica
In pubblico, il governo sovietico mantenne una posizione ferma nel condannare l'azione tedesca come una minaccia alla pace. Mentre il commissario sovietico agli Esteri Maksim Litvinov pronunciava discorsi all'Assemblea Generale della Società delle Nazioni, esaltando la sicurezza collettiva ed esortando il mondo a contrastare l'iniziativa di Hitler, i diplomatici sovietici a Berlino esprimevano ai rappresentanti dell''Auswärtiges Amt il desiderio di migliorare le relazioni commerciali, preludio auspicabile a un miglioramento dei rapporti politici. Subito dopo la rimilitarizzazione, il premier sovietico Vjačeslav Molotov rilasciò un'intervista al quotidiano svizzero Le Temps, lasciando intendere la volontà dell'Unione Sovietica di rafforzare i legami con la Germania. Nell'aprile del 1936, l'Unione Sovietica sottoscrisse un trattato commerciale con la Germania che prevedeva l'espansione degli scambi bilaterali. Un ostacolo significativo per un eventuale intervento sovietico contro la Germania era l'assenza di un confine diretto tedesco-sovietico, che avrebbe richiesto la concessione del diritto di transito all'Armata Rossa da parte dei governi polacco e rumeno. Malgrado la dichiarata disponibilità ad affrontare la Wehrmacht, il Narkomindel condusse le trattative con Polonia e Romania sui diritti di transito in caso di conflitto in maniera tale da far presumere la volontà di un loro fallimento, suggerendo che la retorica ostile sovietica nei confronti della Germania fosse una mera facciata. Rumeni e, in misura ancora maggiore, polacchi manifestarono un forte timore che, una volta concesso all'Armata Rossa il diritto di attraversare i loro territori per combattere la Germania, non sarebbero stati in grado di respingerla al termine del conflitto; il Narkomindel non fornì rassicurazioni convincenti su questo punto.

### Società delle Nazioni
Quando il Consiglio della Società delle Nazioni si riunì a Londra, l'unico delegato favorevole alle sanzioni contro la Germania fu Maksim Litvinov, il rappresentante dell'Unione Sovietica. Nonostante la Germania non fosse più membro della Società, Ribbentrop fu autorizzato a tenere un discorso davanti all'Assemblea il 19 marzo, nel quale tentò di giustificare le azioni tedesche come una conseguenza del patto franco-sovietico e avvertì delle gravi ripercussioni economiche per gli stati che avrebbero votato a favore delle sanzioni. Nel 1936, diversi paesi dell'Europa orientale, scandinava e dell'America Latina, le cui economie erano state duramente colpite dalla Grande depressione, erano diventati fortemente dipendenti dal commercio con la Germania per sostenere le proprie economie. Ciò significava che, per ragioni puramente economiche, nessuno di questi stati desiderava offendere la Germania. Il presidente dell'Ecuador, Federico Páez, pronunciò un discorso in cui definiva l'idea di sanzioni contro il Reich "priva di senso". A quel tempo, il Ministero degli Esteri britannico stimava che Gran Bretagna, Francia, Romania, Belgio, Cecoslovacchia e Unione Sovietica fossero gli unici paesi al mondo disposti ad imporre sanzioni alla Germania. Gli ambasciatori di Svezia, Danimarca, Norvegia, Polonia, Olanda, Grecia, Svizzera, Turchia, Cile, Estonia, Portogallo, Spagna e Finlandia comunicarono alla Società di considerare le sanzioni contro la Germania un "suicidio economico" per i loro paesi. Mussolini, ancora risentito per le sanzioni applicate dalla Società contro l'Italia, dichiarò apertamente che non si sarebbe certamente unito a eventuali sanzioni contro la Germania per la rimilitarizzazione della Renania. Nell'autunno del 1935, la Gran Bretagna era riuscita a far imporre dalla Società sanzioni limitate all'Italia, ma nel tardo inverno del 1936 l'idea di imporre sanzioni radicali alla Germania, la cui economia era quattro volte più grande di quella italiana, rendeva la Germania un "polpo economico" con tentacoli estesi in tutto il mondo, risultava impensabile per il resto del mondo. Inoltre, per l'efficacia delle sanzioni, era necessaria l'adesione degli Stati Uniti. Nel 1935, il governo americano aveva dichiarato che, non essendo gli Stati Uniti membri della Società, non avrebbero rispettato le sanzioni della Società contro l'Italia, creando un precedente poco incoraggiante per l'adesione a eventuali sanzioni contro la Germania. L'Argentina dichiarò che avrebbe votato a favore di sanzioni contro la Germania solo se gli Stati Uniti avessero promesso di aderire. Il Consiglio dichiarò, pur non all'unanimità, che la rimilitarizzazione costituiva una violazione dei trattati di Versailles e di Locarno. Hitler fu invitato a proporre un nuovo piano per la sicurezza europea ed egli rispose affermando di non avere "rivendicazioni territoriali in Europa" e di auspicare un patto di non aggressione di 25 anni con Gran Bretagna e Francia. Tuttavia, quando il governo britannico approfondì questa proposta di patto, non ricevette alcuna risposta.

## Conseguenze
La rimilitarizzazione modificò decisamente i rapporti di forza a vantaggio della Germania. La credibilità della Francia nell'opporsi all'espansione o all'aggressione tedesca fu seriamente compromessa. La strategia militare francese era prettamente difensiva e non aveva la minima intenzione di invadere la Germania, ma si basava sulla difesa della Linea Maginot. L'incapacità della Francia di inviare anche una singola unità nella Renania mise in luce questa strategia agli occhi del resto d'Europa. I potenziali alleati nell'Europa orientale non potevano più fare affidamento su un'alleanza con la Francia, ritenuta incapace di scoraggiare la Germania con la minaccia di un'invasione; senza tale deterrenza, questi alleati si sarebbero trovati militarmente indifesi. Il Belgio abbandonò la sua alleanza difensiva con la Francia e ritornò a una politica di neutralità in caso di guerra. La decisione francese di non estendere la linea Maginot per coprire il confine con il Belgio permise poi alla Germania di invadere proprio da lì nel 1940. Mussolini, che inizialmente si era opposto all'espansionismo tedesco, resosi conto dell'inutilità di una cooperazione con la Francia, iniziò a orientarsi verso la Germania. Tutti gli alleati della Francia rimasero delusi e persino Papa Pio XI commentò con l'ambasciatore francese: "Se voi aveste ordinato l'avanzata immediata di 200 000 uomini nella zona occupata dai tedeschi, avreste fatto a tutti un grandissimo favore".

Con la Renania rimilitarizzata, la Germania avviò la costruzione della Linea Sigfrido, il che significava che, qualora la Germania avesse attaccato uno qualsiasi degli stati nel cordone sanitario, la capacità della Francia di minacciare un'invasione sarebbe stata d'ora in poi limitata. L'impatto della rimilitarizzazione sull'equilibrio di potere fu tale che persino il presidente cecoslovacco Edvard Beneš valutò seriamente l'idea di rinunciare all'alleanza con la Francia per cercare invece un riavvicinamento con la Germania. Abbandonò tale ipotesi solo quando divenne evidente che il prezzo di un riavvicinamento sarebbe stata l'effettiva perdita dell'indipendenza cecoslovacca. Analogamente, re Carlo II di Romania giunse alla conclusione che la Romania avrebbe potuto dover abbandonare la sua alleanza con la Francia e accettare uno spostamento del suo paese dalla sfera d'influenza francese a quella tedesca. Quando William C. Bullitt, il nuovo ambasciatore americano in Francia, si recò in Germania nel maggio 1936, incontrò il barone von Neurath. Il 18 maggio 1936, Bullitt riferì al presidente Roosevelt: 
Tra il 15 e il 20 giugno 1936, i capi di stato maggiore della Piccola Intesa, composta da Cecoslovacchia, Romania e Jugoslavia, si riunirono per discutere della mutata situazione internazionale. Decisero di mantenere i piani esistenti per un conflitto contro l'Ungheria, ma conclusero che, con la Renania ormai rimilitarizzata, vi erano scarse speranze di un efficace intervento francese in caso di guerra contro la Germania. L'incontro si concluse con la constatazione che ormai esistevano solo due grandi potenze nell'Europa orientale, ovvero Germania e Unione Sovietica, e la migliore aspirazione era evitare un altro conflitto che avrebbe quasi certamente comportato la perdita dell'indipendenza delle loro nazioni, a prescindere dal vincitore. Weinberg osservò che l'atteggiamento dell'intera élite tedesca e di gran parte della popolazione tedesca era che ogni nuova guerra non avrebbe fatto altro che favorire la Germania e che la fine dello status di smilitarizzazione della Renania non poteva che essere un fatto positivo, aprendo le porte all'inizio di un nuovo conflitto. Considerava tale atteggiamento estremamente miope, autodistruttivo e insensato, persino da un punto di vista strettamente tedesco. Weinberg evidenziò come la Germania perse la sua indipendenza nel 1945 e molta più terra sotto la linea Oder-Neiße, stabilita quell'anno, di quanta ne avesse mai avuta sotto Versailles. Insieme ai milioni di morti e alla distruzione delle sue città, riteneva che, dal punto di vista tedesco, la cosa migliore sarebbe stata accettare Versailles, piuttosto che iniziare una nuova guerra, conclusasi con la Germania totalmente annientata, divisa e occupata."